# Arte del secondo Cinquecento a Milano

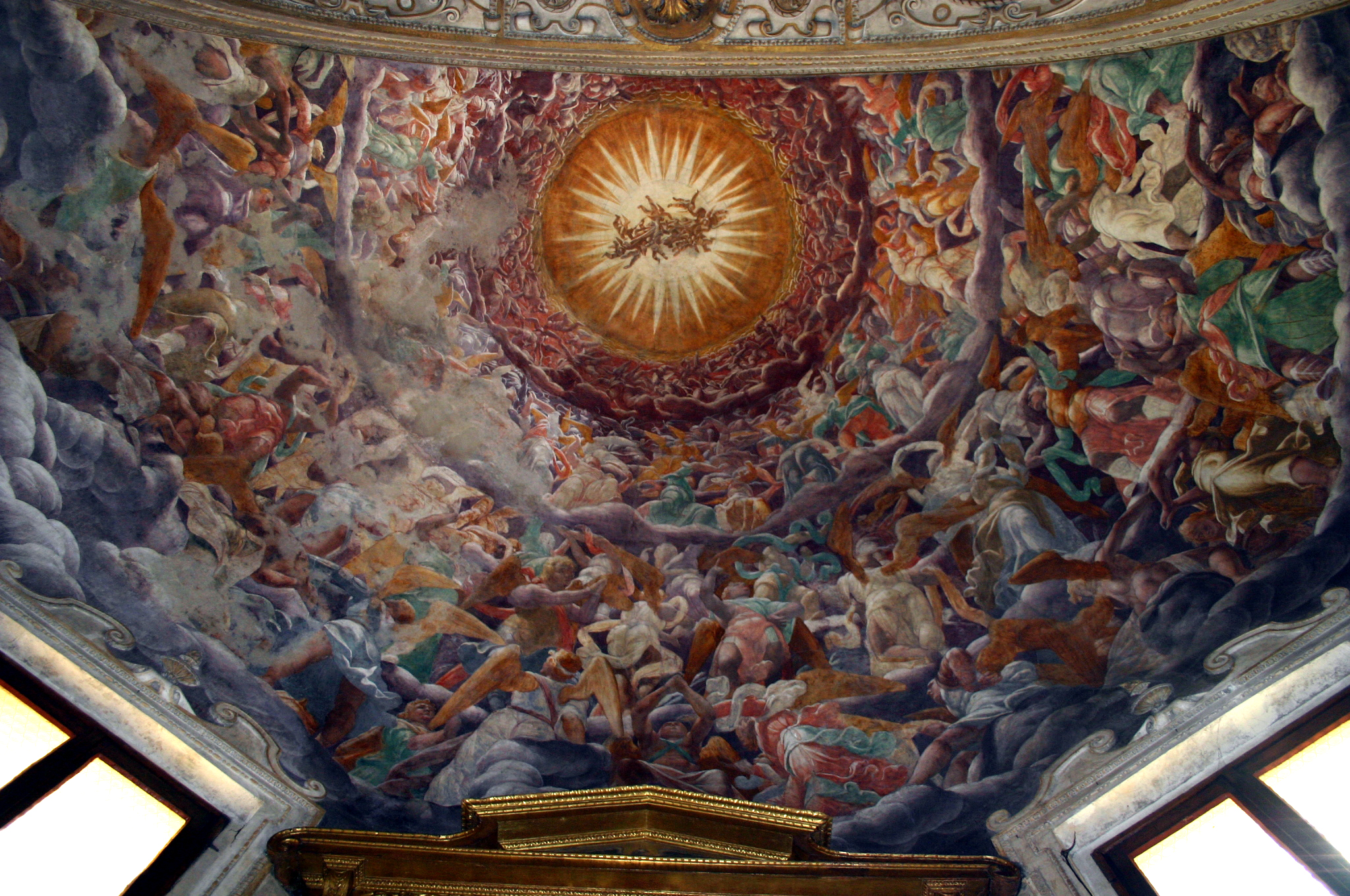
Giovanni Paolo Lomazzo, Gloria Angelica (1570-71), cappella Foppa, chiesa di San Marco

L'arte del secondo Cinquecento a Milano si sviluppò, qui come altrove, su più filoni e stili riassumibili nel manierismo, nell'arte controriformata e classicismo. Queste correnti si divisero la scena artistica cittadina spesso subendo reciproche contaminazioni.
La scena artistica milanese del secondo Cinquecento deve quindi essere analizzata considerando la particolare posizione della città: se per l'Impero Spagnolo rappresentava uno strategico avamposto militare, dal punto di vista religioso si trovava al centro del conflitto tra Chiesa cattolica e Chiesa riformata. Di conseguenza il maggior contributo fu dato dall'arte religiosa a fronte di una minore produzione artistica e architettonica civile.
Se nell'adottare lo stile manieristico i committenti e gli artisti cittadini ebbero come riferimento esperienze di derivazione centro-italiana, la posizione della città vicino alla Svizzera protestante fece di Milano uno dei principali centri di fioritura ed elaborazione dell'arte controriformata, grazie alla capillare azione degli arcivescovi san Carlo Borromeo e Federico Borromeo..

## Architettura religiosa

### LeInstructionesdi Carlo Borromeo
(da Decreti del Concilio di Trento in data 17 settembre 1562, canone 7)

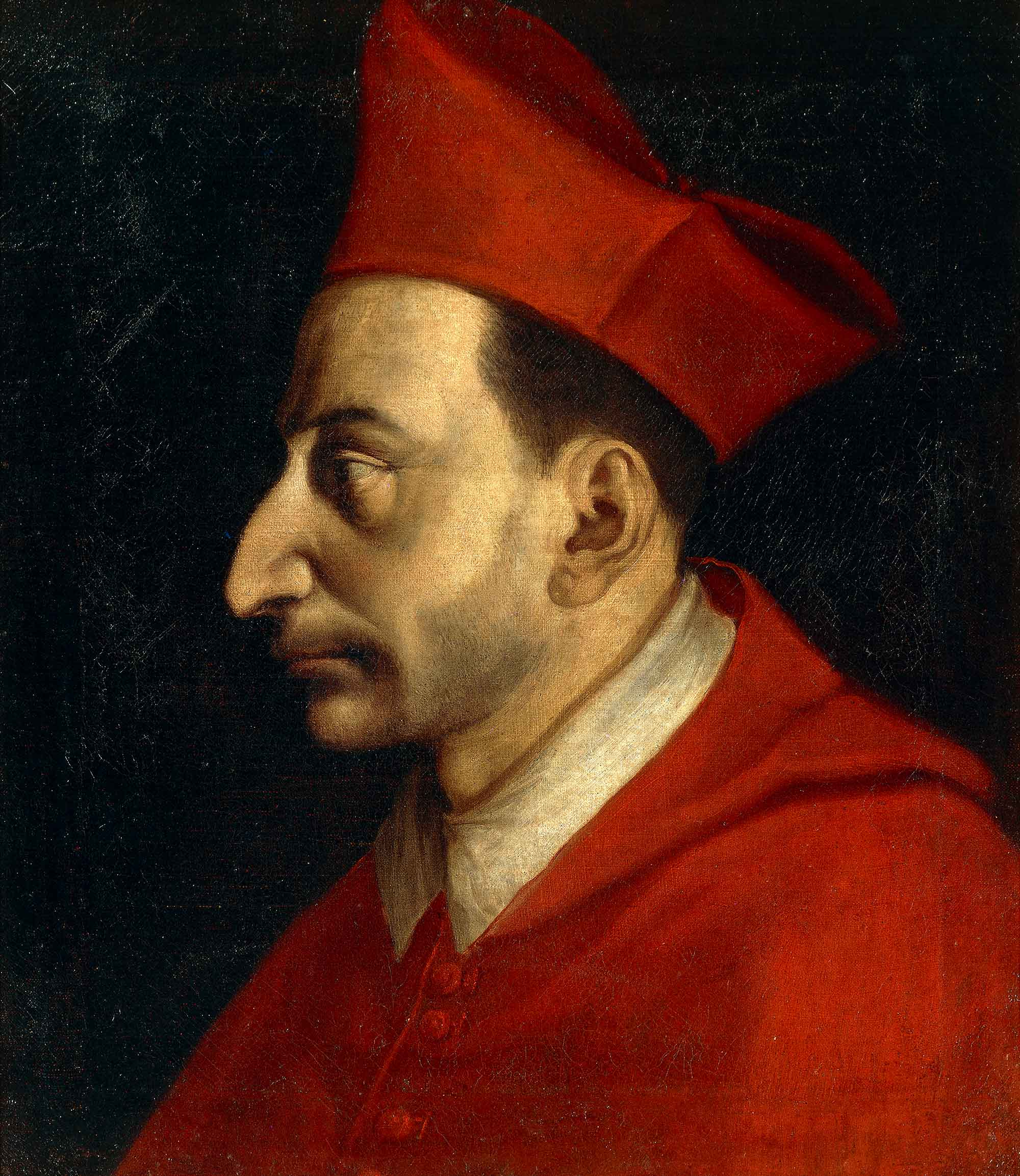
Ambrogio Figino, Ritratto di san Carlo Borromeo (1585), Pinacoteca Ambrosiana, Milano

Con l'avvento del Concilio di Trento e della Chiesa controriformata, le autorità ecclesiastiche sfruttarono l'arte come strumento di diffusione delle nuove dottrine in contrasto al protestantesimo e alle altre eresie; l'arte venne quindi sottoposta a rigidi canoni e controlli, in modo che gli artisti raffigurassero episodi della più originale tradizione biblica. Poiché le prescrizioni per la sola architettura erano poco stringenti, il cardinale Carlo Borromeo, tra i protagonisti del Concilio Tridentino, redasse le Instructiones fabricae et suppellectilis ecclesiasticae, ovvero un compendio architettonico che regolasse la costruzione di nuove chiese. Tali disposizioni guidarono lo sviluppo di edifici religiosi negli anni successivi fino ad essere applicate anche nell'America Latina, allora parte dell'Impero spagnolo. Come indicato dai decreti del Concilio, un'arte ricca e monumentale avrebbe dovuto impressionare i fedeli, spingendoli alla contemplazione e all'apprendimento della dottrina religiosa: le rappresentazioni, benché grandiose e solenni, sarebbero state di semplice comprensione anche dal popolo non istruito. La cosa era ovviamente in contrasto con la dottrina protestante, che considerava le eccessive e fastose decorazioni come una distrazione per i fedeli o addirittura un'eresia.
Il Borromeo esordisce nelle Instructiones parlando dell'ubicazione della chiesa, che deve trovarsi possibilmente in una posizione elevata e defilata da schiamazzi o posti rumorosi, e distaccata da altri caseggiati eccetto la residenza del sacerdote o del vescovo. Il numero di scalini per giungere a tale posizione deve essere dispari. Viene fornita inoltre indicazione sulla grandezza della chiesa, che deve essere sufficientemente capiente da accogliere i fedeli per occasioni particolari. Tra i particolari più importanti vi è la forma dalla pianta, per cui il Borromeo raccomanda l'utilizzo della croce latina a scapito della pianta centrale: benché usata in molti casi illustri, specie nel Rinascimento, il Borromeo considerava la pianta centrale un rimando ai templi pagani e usata in maniera minore nell'architettura cristiana, mentre la croce latina era giustificata dalla supremazia delle prime basiliche che usavano questa forma.

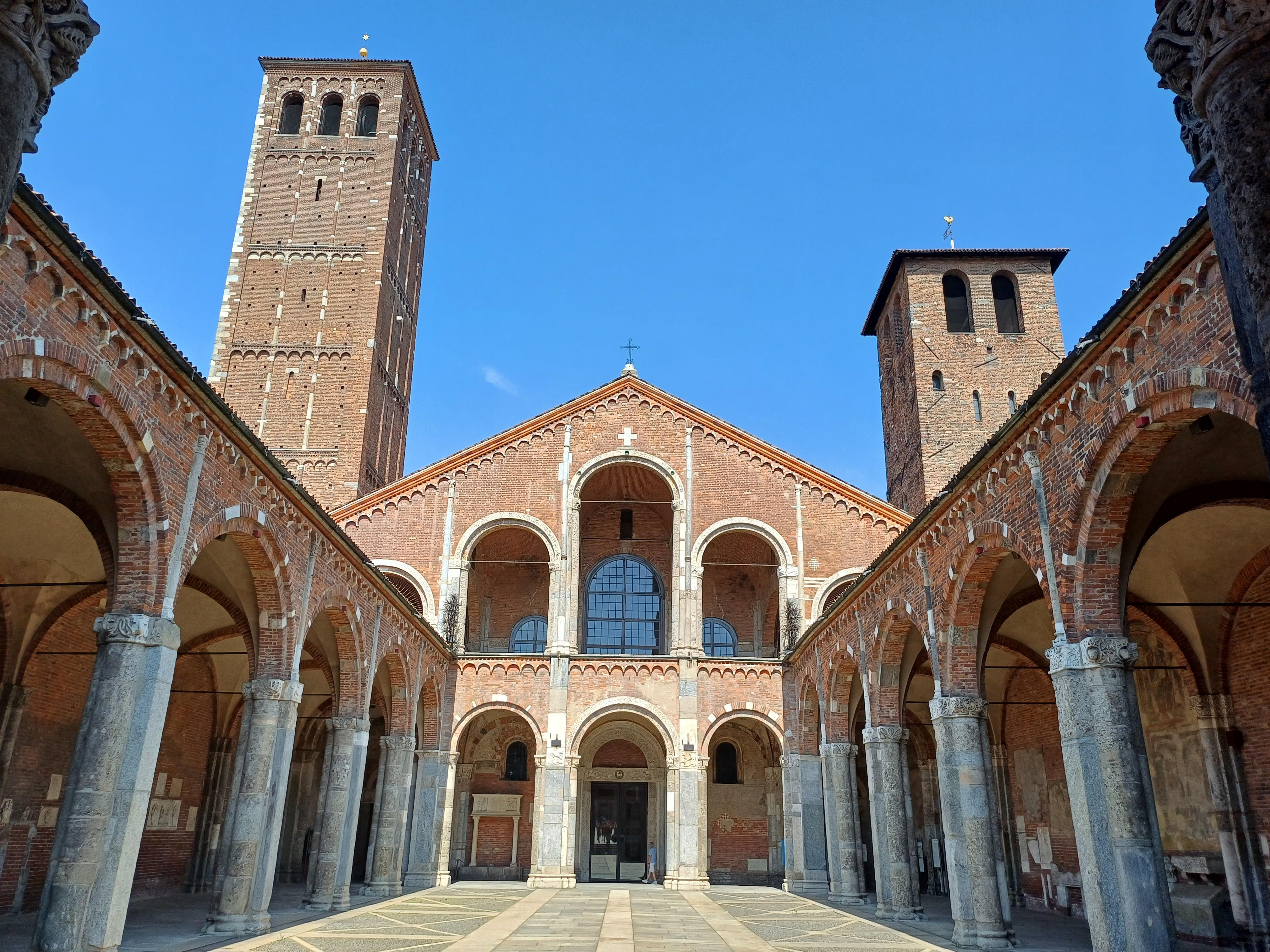
Il quadriportico della basilica di Sant'Ambrogio, preso come modello dal cardinale Borromeo

Quanto alla decorazione esterna, il cardinale specifica come debba essere concentrata sulla facciata principale, quando non assente sulle mura laterali, che non devono essere in ogni caso decorate da immagini: nel terzo capitolo viene inserita una sorta di clausola che subordina il lavoro dell'architetto al giudizio del vescovo. La "supremazia" delle prime chiese, viene ripresa nel quarto capitolo riguardo all'ingresso delle chiese: se possibile la chiesa deve avere un "atrio" sul modello del quadriportico della basilica di Sant'Ambrogio, tuttavia nel caso di mancanza di spazio o soldi sono ammesse soluzioni più modeste come un pronao o un semplice portale tra colonne: questa norma è però spesso disattesa nella stessa città di Milano. Sempre per lo stesso motivo raccomanda le porte d'ingresso rettangolari delle basiliche antiche in numero dispari, larghe la metà rispetto all'altezza, contemplando cornici di varie forme con decorazioni.
Vengono poi fornite indicazioni di carattere puramente pratico, come l'assicurarsi che il tetto in caso di pioggia non causi umidità o infiltrazioni d'acqua, riguardo al pavimento le norme son più di carattere celebrativo e ideologico: nelle chiese più importanti e nelle cappelle maggiori il rivestimento deve essere in marmo, mentre il laterizio è lasciato solo a piccole chiese e cappelle minori; fondamentale è che non vi siano immagini sacri o croci a terra, che verrebbero così calpestate. Il Borromeo passa quindi all'interno della chiesa iniziando dalla cappella e dall'altare maggiore: entrambi devono essere monumentali e il più decorati possibile, inoltre vengono fornite indicazioni su misure e collocazione, con possibili soluzioni nel caso l'impostazione ideale non fosse possibile.
Particolare importanza viene data al coro, che può trovarsi davanti o dietro l'altare maggiore, ma che in ogni caso dev'essere ben diviso e distinguibile dal resto della chiesa dedicata ai fedeli. La trattazione prosegue comprendendo quindi indicazioni pratiche ed ideologiche con vari livelli di dettaglio: da ordini più importanti come le regole costruttive del battistero e della sacrestia, si passa a singoli elementi architettonici come confessionali e pulpiti, fino ad arrivare ai ripostigli per i vari arredi sacri; la trattazione si esaurisce infine contemplando la presenza di un oratorio e definendo la struttura di un'eventuale chiesa delle monache.

### Chiese pre-Controriforma
Il toscano Domenico Giunti e il perugino Galeazzo Alessi furono i primi architetti a distaccarsi dalla tradizione tardorinascimentale lombarda. Al primo si devono le chiese di San Paolo Converso e di Sant'Angelo, impostate secondo il medesimo schema costruttivo a navata unica con cappelle laterali con copertura a volta a botte, citazione dell'albertiana Basilica di Sant'Andrea già riscontrata nella chiesa di Santa Maria presso San Satiro bramantesca.

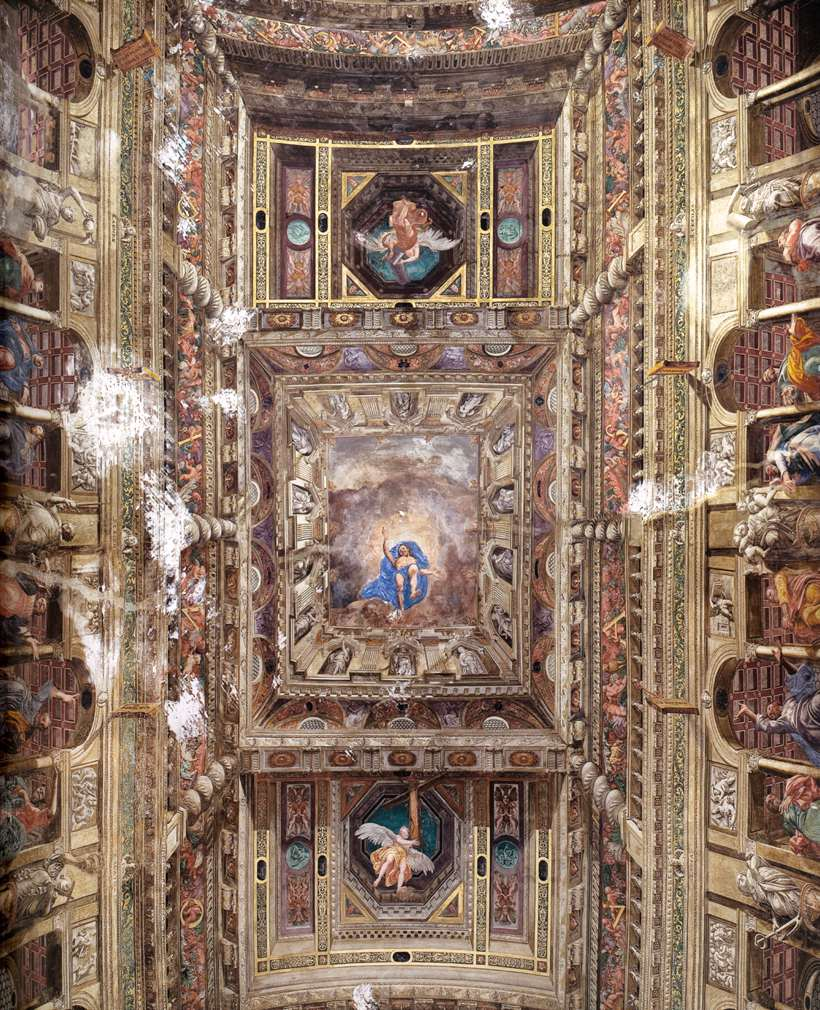
Vincenzo Campi, Ascensione di Cristo (1588), chiesa di San Paolo Converso

La chiesa di San Paolo Converso, attribuzione talvolta contestatagli, fu iniziata nel 1549 per essere in uno stato avanzato già due anni dopo; la facciata risale ai primi anni del Seicento, tuttavia è pesantemente influenzata dalle opere milanesi del Tibaldi e fu progettata tenendo conto della decorazione e della monumentalità secondo le Instructiones del Borromeo. L'interno fu decorato in gran parte dai fratelli Campi ed è tra i più rappresentativi del secondo Cinquecento milanese: più che le decorazioni delle sei cappelle lungo la navata e il divisorio che tra l'aula e l'ambiente destinato alle monache di clausura, è degno di nota il grande affresco sulla volta di Vincenzo Campi dell'Ascensione di Cristo, grande prova di illusionismo prospettico tardorinascimentale sulle orme del più celebre falso coro del Bramante in Santa Maria presso San Satiro. Complessivamente nella decorazione pittorica emerge una certa influenza con l'esperienza manierista centro-italiana, su tutti Giulio Romano, mentre si ravvisano ispirazioni agli affreschi della Cupola del Duomo di Parma del Correggio nella prospettiva della volta affrescata; infine i risultati della Decollazione di san Giovanni Battista e il Martirio di san Lorenzo di Antonio Campi nella prima e terza cappella a destra vengono talvolta catalogati nella corrente del "precaravaggismo".
La chiesa di Sant'Angelo risale al 1552, quando fu completamente ricostruita dopo aver abbattuto i resti della vecchia chiesa danneggiata dalle guerre occorse in città in quel periodo. Nel progetto rientravano i tre chiostri della chiesa, abbattuti nel XX secolo, che portavano alla facciata risalente al Seicento: in origine il Giunti aveva previsto una facciata dalla rigide proporzioni, sobria e praticamente senza decorazioni, che però non fu mai realizzata. La struttura della chiesa fu pensata a croce latina a singola navata con volta a botte e complessivamente sedici cappelle laterali. Nella cappella dedicata a santa Caterina d'Alessandria si osserva ai lati le tele delle Storie di Santa Caterina (1564) di Antonio Campi, il quale ambienta la storia in un ambiente notturno spesso ripreso nelle ambientazioni del Caravaggio, in cui peraltro il pittore cremonese anticipa il luminismo usato dal Merisi; nella cappella di San Gerolamo e la cappella dedicata alla Vergine Maria si trovano dipinti di Ottavio Semino di gusto manierista con influssi fiamminghi, tuttavia mitigati dai primi insegnamenti post-tridentini, per cui il pittore scelse scene di vita quotidiana. Ritroviamo sempre Ottavio Semino ad affrescare la testata del transetto, mentre la sacrestia è adornata con l'olio su tela dello Sposalizio mistico di santa Caterina (1579) del Peterzano; è infine attribuita ad Annibale Fontana la tomba del vescovo Pietro Giacomo Malombra.

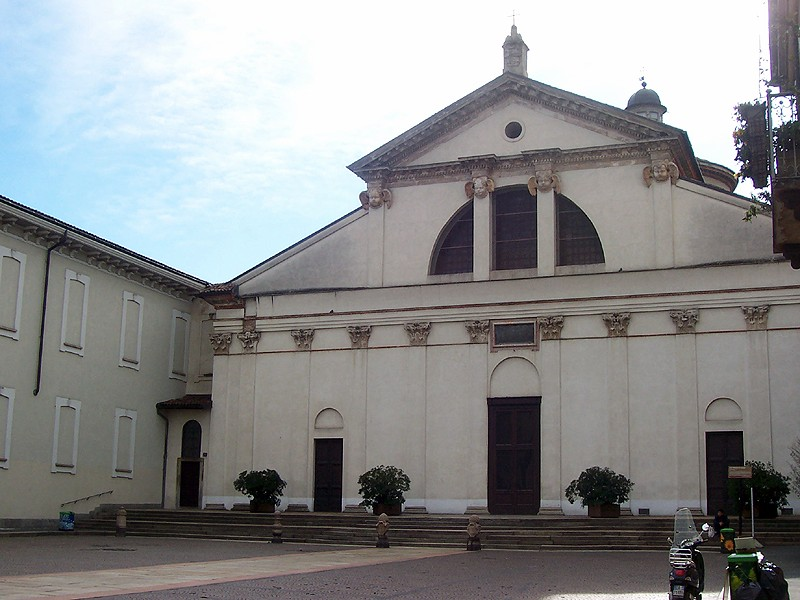
Facciata incompiuta della chiesa di San Vittore al Corpo

Il primo lavoro a Milano di Vincenzo Seregni, escluso l'apprendistato nella Fabbrica del Duomo, fu nella ricostruzione della chiesa di San Vittore al Corpo in una collaborazione con l'Alessi: i due architetti anticiparono nella struttura interna i canoni architettonici controriformati grazie all'impianto longitudinale con sbocco naturale verso lo spazio della cupola: la struttura interna fu paragonata da James Ackerman alla basilica di San Giorgio Maggiore del Palladio, in cui l'architetto veneto combinò la pianta centrale con la pianta a croce latina. Per proseguire con le analogie tra le due chiese inoltre, il progetto originale prevedeva per la facciata un monumentale pronao sormontato da un timpano che riprendeva le partiture della facciata di San Giorgio.
Costruita a partire dal 1559 sui resti della vecchia basilica paleocristiana di San Vittore, la nuova chiesa fu impostata con orientamento invertito rispetto alla precedente, e fu necessario demolire il mausoleo imperiale di Massimiano per terminare l'opera; i lavori si protrassero fino a seicento inoltrato e la facciata non fu mai ultimata secondo il progetto originario. L'interno è diviso in tre navate, la maggiore presenta con volta a botte mentre le due laterali presentano volte a vela decorate con stucchi e affreschi: se la struttura mantiene l'aspetto cinquecentesco, le decorazioni sono per gran parte seicentesche. Notevole è il coro ligneo di fine cinquecento con le Storie di san Benedetto basate sulle cinquanta incisioni di Aliprando Caprioli sulla vita e i miracoli del santo.
L'Alessi proseguì nel suo programma controriformistico con la costruzione della nuova chiesa di San Barnaba per i padri Barnabiti, ordine da poco creato per favorire la diffusione della dottrina tridentina: l'impianto interno a navata unica si può considerare uno dei primi tentativi di "basilica della Riforma". Da una facciata decorata, seppure senza il tipico plasticismo tardo-cinquecentesco, si entra all'interno diviso in tre ambienti per permettere la vita monastica dell'ordine e la preghiera dei fedeli: il primo ambiente è composto da una navata singola con volta a botte, così voluta per migliorare l'acustica nelle oratorie dei frati verso i fedeli, mentre gli altri due consistono nel presbiterio a base rettangolare con volta a padiglione e nel coro a base quadrata con volta a crociera. Tra le opere interne troviamo la Pietà di Aurelio Luini nella seconda cappella destra, San Gerolamo di Carlo Urbino nel coro, e le prime opere del Peterzano a Milano con la Vocazione dei santi Paolo e Barnaba e i Santi Paolo e Barbaba a Listri in cui emerge ancora chiamaramente l'influenza della sua formazione veneziana, in particolare Tiziano e Tintoretto; si segnala infine che alcune opere dei fratelli Campi e del Lomazzo un tempo presenti nella chiesa sono ora esposte nella Pinacoteca di Brera.

### Il prototipo della chiesa della Controriforma: la chiesa di San Fedele
(Cesare Brandi, Disegno dell'architettura italiana)

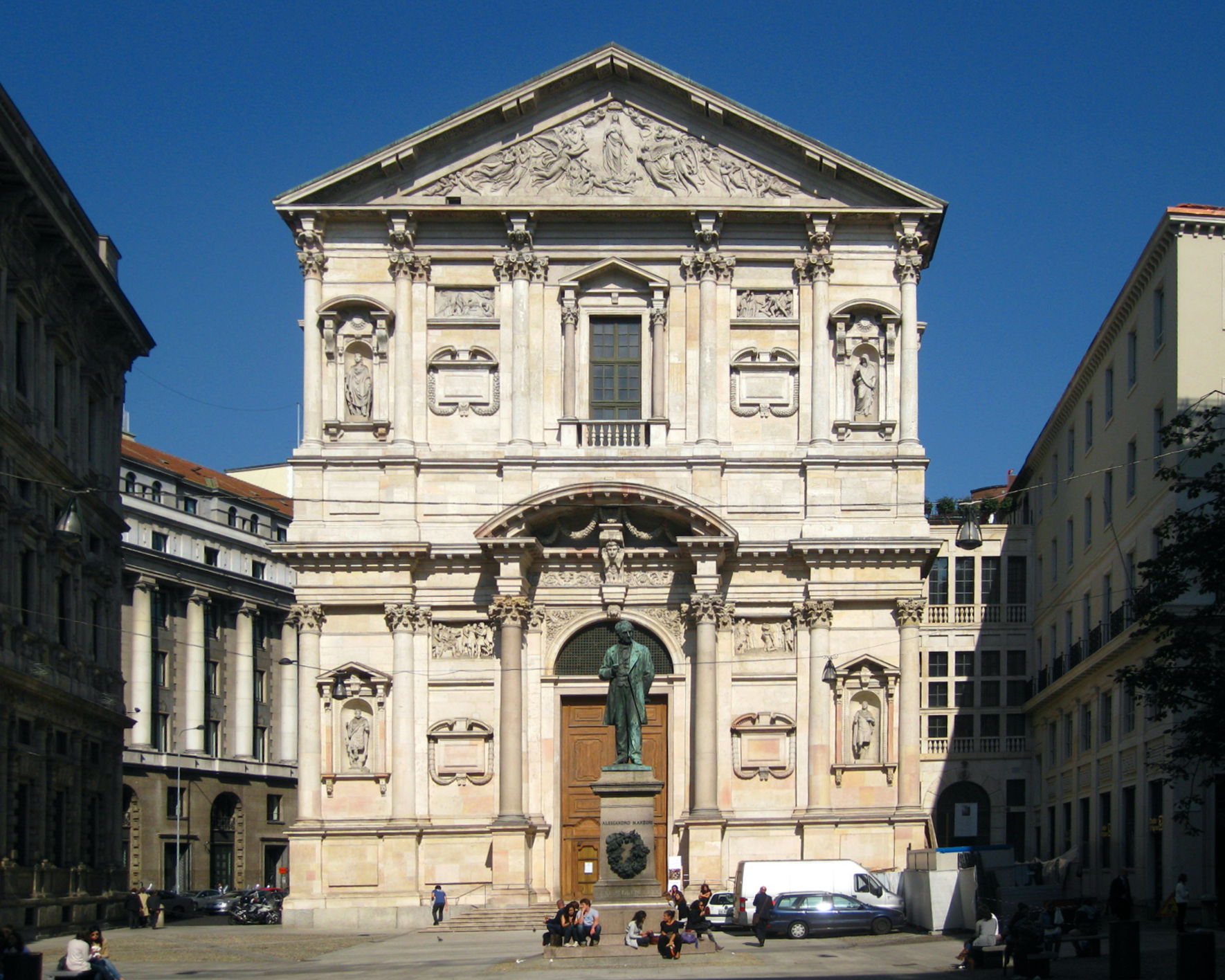
Facciata della chiesa di San Fedele

Nel programma controriformato del cardinale Carlo Borromeo nella città di Milano, vi era anche il proposito di portare nella città la compagnia dei Gesuiti che aveva avuto modo di conoscere nei suoi soggiorni romani: il cardinale mise la loro sede nella vecchia chiesa di San Fedele, che si dimostrò inadeguata alla propaganda borromiana, per cui venne incaricato Pellegrino Tibaldi di costruire un nuovo edificio. La costruzione si protrasse per molti anni, e tra i vari interventi ci fu pure la demolizione di alcuni caseggiati per far posto alla piazza antistante: sulla struttura della chiesa sono stati fatti molti paragoni con la basilica di Santa Maria degli Angeli e dei Martiri e con la romana chiesa del Gesù del Vignola, assieme alla quale è considerata il modello della "chiesa della controriforma".
Nonostante i due architetti non fossero mai venuti in contatto, il sovraintendente alle costruzioni gesuite Giovanni Tristano ebbe modo di assistere il Tibaldi nel cantiere milanese: entrambe le chiese hanno un'impostazione a navata unica con il naturale punto di fuga verso l'altare sovrastato dallo spazio più luminoso della cupola, creando così direzionalità verticale e anticipando i temi della "dinamicità statica" barocca. Le analogie proseguono infine nella decorazione della facciata su cui è concentrata la decorazione a discapito dei fianchi.

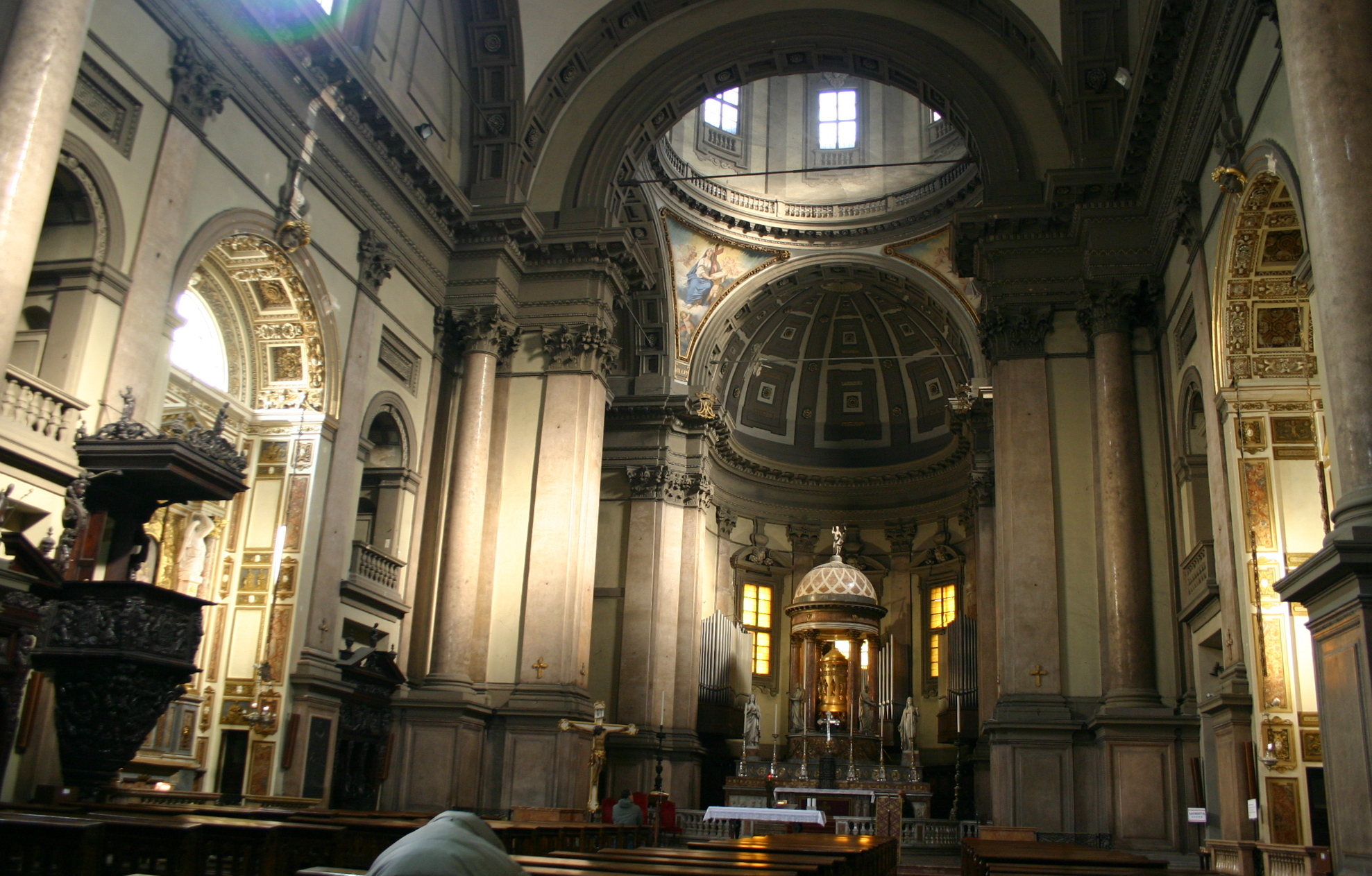
Interno della chiesa

La facciata dell'edificio venne progettata tenendo conto delle successiva apertura di una piazza, che sarebbe risultata comunque ristretta, per cui misure e proporzioni della chiesa furono dimensionate in modo da dare al piccolo spazio un aspetto il più possibile monumentale. Lo schema compositivo del fronte è impostato su due ordini orizzontali e diviso in cinque partiture verticali: nella centrale vi è il portale con timpano curvilineo sorretto da colonne di ordine corinzio; le partiture laterali mostrano una certa simmetria con bassorilievi e nicchie, il tutto sormontato da un timpano triangolare. La facciata così ottenuta rappresenta un punto di incontro tra il plasticismo tipicamente manierista e i canoni dell'architettura controriformata.
La stessa divisione in due ordini del fronte è ripresa anche per la facciata laterale, il cui ordine superiore poggia direttamente sull'ordine inferiore, anziché essere arretrato come consueto a creare lo spazio per le cappelle laterali: questa soluzione non aveva precedenti nell'architettura cinquecentesca sia milanese che romana e come tale fu anche una delle prime chiese ad presentare i due ordini della facciata di principale di uguale grandezza. Se non mancano esempi di facciate con ordini sovrapposti di uguale larghezza, ma la facciata copriva comunque l'arretramento dei lati. Per lo schema della facciata principale così come per il timpano decorato, finiti secondo il progetto originale solo nell'Ottocento, il Tibaldi prese ispirazione dalla partitura in cinque campi verticali del progetto della chiesa di Santa Maria presso San Celso. Quanto al portale, Pellegrino Tibaldi aderì al modello della chiesa del Gesù pur con numerosi debiti stilistici nei confronti di Michelangelo nelle finestre della facciata laterale, le cui cornici ricalcano quelle del palazzo dei Conservatori, o nelle nicchie simili a quelle della basilica di San Pietro.

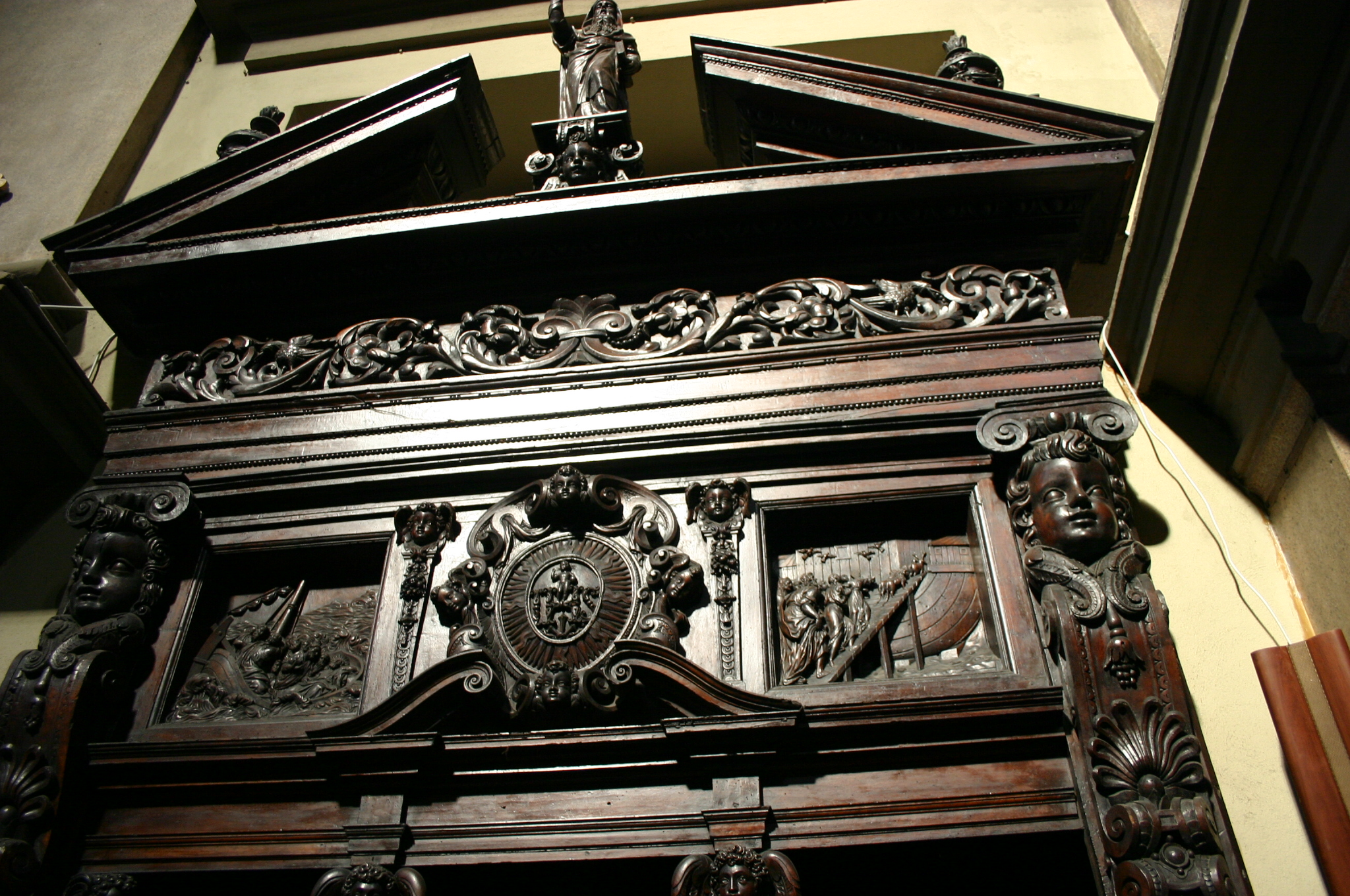
Particolare del confessionale ligneo

L'interno è a navata unica con copertura a volta a vela, con le cappelle laterali e i confessionali lignei intagliati ricavati nello spessore dei muri. Lungo tutta la chiesa sono presenti delle colonne di ordine gigante indipendenti dalle mura perimetrali, sull'esempio della chiesa di San Bernardino ad Urbino e la chiesa di San Salvatore di Spoleto. Tale soluzione svolge una funzione unificante dell'ambiente dedicato ai fedeli, ben delimitato dai luoghi deputati alla predicazione e amministrazione del sacramento sull'esempio della chiesa del Gesù e delle norme del Borromeo. La caratteristica sicuramente più conosciuta della chiesa è lo spazio creato dalle volte sorrette da colonne giganti poggiate su un piedistallo, e fu con ogni probabilità la prima chiesa milanese ad essere decorata con un ordine di colonne di tale dimensione. Nel ricavare gli spazi dal muro per le cappelle, a tre campate con una centrale più larga affiancata da due minori, si ispirò alla basilica di Sant'Andrea dell'Alberti a Mantova, schema peraltro giù largamente utilizzato ad esempio dal Bramante e da Giulio Romano. All'interno si trovano, oltre ai confessionali lignei intagliati raffiguranti Scene della vita e della passione di Cristo, le pale della Deposizione del Peterzano e la Trasfigurazione di Bernardino Campi.
La chiesa di San Fedele rappresentò quindi il prototipo delle chiese Gesuitiche degli anni a venire: visitata da vari architetti Gesuiti come Pieter Huissens, Heinrich Schickhardt e Joseph Fürttenbach, il modello della chiesa fu esplicitamente ripreso nelle chiese di Sant'Ignazio di Arezzo, san Carlo a Bastia, Sant'Andrea a Savona e la chiesa del collegio di Fidenza, oltre che la chiesa dei santi Martiri di Torino. La chiesa fu anche un punto di riferimento per l'architettura dell'area milanese, come nella chiesa di Sant'Ambrogio alla Vittoria di Parabiago nella disposizione e nelle proporzioni dello spazio, o nella chiesa di San Giuseppe del Richini e nel Sant'Alessandro di Lorenzo Binago, che fanno uso dell'ordine gigante di colonne slegate alla parete, motivo presto ripreso al di fuori della città nel Duomo nuovo di Brescia del Lantana e nella cappella reale degli Invalidi del Mansart; mentre nella milanese San Giorgio al Palazzo e il Santuario del Crocifisso di Como, è fatto un uso della volta a vela del tutto simile al San Fedele.
Più in generale, il frequente utilizzo che è stato fatto del modello della chiesa, l'ampia gamma di citazioni di modelli celebri, così come la sua aderenza alle norme delle Instructiones, fanno della chiesa di San Fedele il prototipo della chiesa della Controriforma.

### Le chiese delleInstructiones

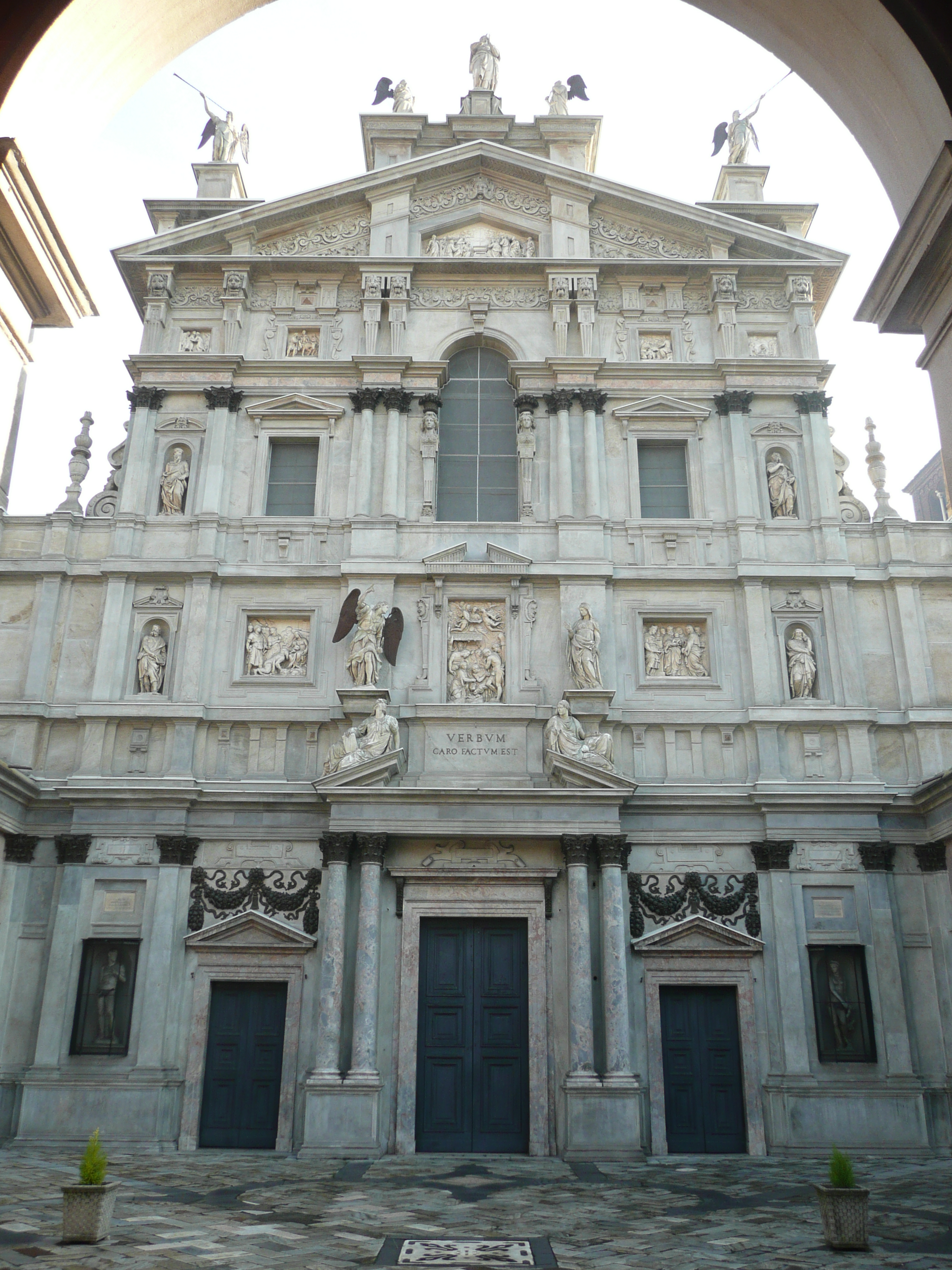
Facciata della chiesa di Santa Maria presso San Celso

La chiesa di Santa Maria presso San Celso fu iniziata nel XV secolo, ma molto del suo aspetto è dovuto a progetti realizzati a partire dal 1570. La facciata fu ideata dall'Alessi, in origine basandosi sui disegni di Michelangelo per la Basilica di San Lorenzo fiorentina. Il progetto fu poi modificato e portato a compimento da Martino Bassi: si riconoscono comunque gli elementi tipici dell'architetto perugino già presenti in Palazzo Marino, che si traducono in una ricca decorazione plastica, in contrasto però con il quadriportico tardorinascimentale del Solari preesistente. La facciata è in marmo, suddivisa in quattro ordini orizzontali e cinque verticali, ed è centrata sul ricco portale con un timpano spezzato sorretto da quattro colonne: la parte centrale è la più decorata, con statue che sormontano il portale, ricchi bassorilievi, e il finestrone contenuto nello spazio di un doppio ordine di paraste che si reggono il timpano con scolpite storie della Bibbia. La ricca decorazione del fronte è estesa su tutto lo spazio disponibile da statue e bassorilievi realizzati principalmente da Annibale Fontana e Stoldo Lorenzi, il cui tema principale sono l'Annunciazione e l'Assunzione della Vergine Maria.
La chiesa presenta all'interno un apparato scultoreo tanto ricco quanto all'esterno: si segnalano in particolare la statua della Vergine (1586) nell'altare della Vergine dei Miracoli progettato da Martino Bassi e San Giovanni Evangelista nella tribuna ad opera del Fontana, e il David e Mosè a fianco dell'organo della controfacciata e San Giovanni Battista con Abramo (1578) nella tribuna di Stoldo Lorenzi. Il coro è di fatto un'opera di scultura per la complessità delle sue forme e fu realizzato da Paolo Bazza a partire dal 1570 per esser finito molti anni dopo con molte modifiche al progetto originario.
L'altare maggiore, disegnato da Martino Bassi nel 1584, è in linea con le ricche decorazioni della chiesa e ben rappresenta le arti decorative milanesi che all'epoca raggiungevano il loro massimo splendore: gli fa cornice il coro ligneo disegnato da Galeazzo Alessi. Infine vale la pena di citare la pala d'altare della Resurrezione di Antonio Campi, in cui il pittore fa sfoggio della sua abilità nella pittura illusionistica.
Tra i vari interventi di rinnovo di antiche chiese, vi fu quello della Certosa di Garegnano, con l'aggiunta del portico e il progetto di una nuova facciata a partire dal 1573 sotto la direzione di Vincenzo Seregni: l'attuale facciata suddivisa in tre ordini decrescenti non segue perfettamente il progetto originale, per cui si pensa abbia subito dei rimaneggiamenti nel corso dei primi anni del Seicento dati i suoi richiami al primo stile barocco. Benché la decorazione degli interni siano per gran parte seicenteschi, si segnalano gli affreschi della Crocifissione, le Adorazioni dei Magi e dei Pastori e la pala raffigurante la Madonna col Bambino e santi di Simone Peterzano, in cui fa mostra di una pittorica mitigata delle norme controriformistiche imposte dai frati certosini della chiesa.

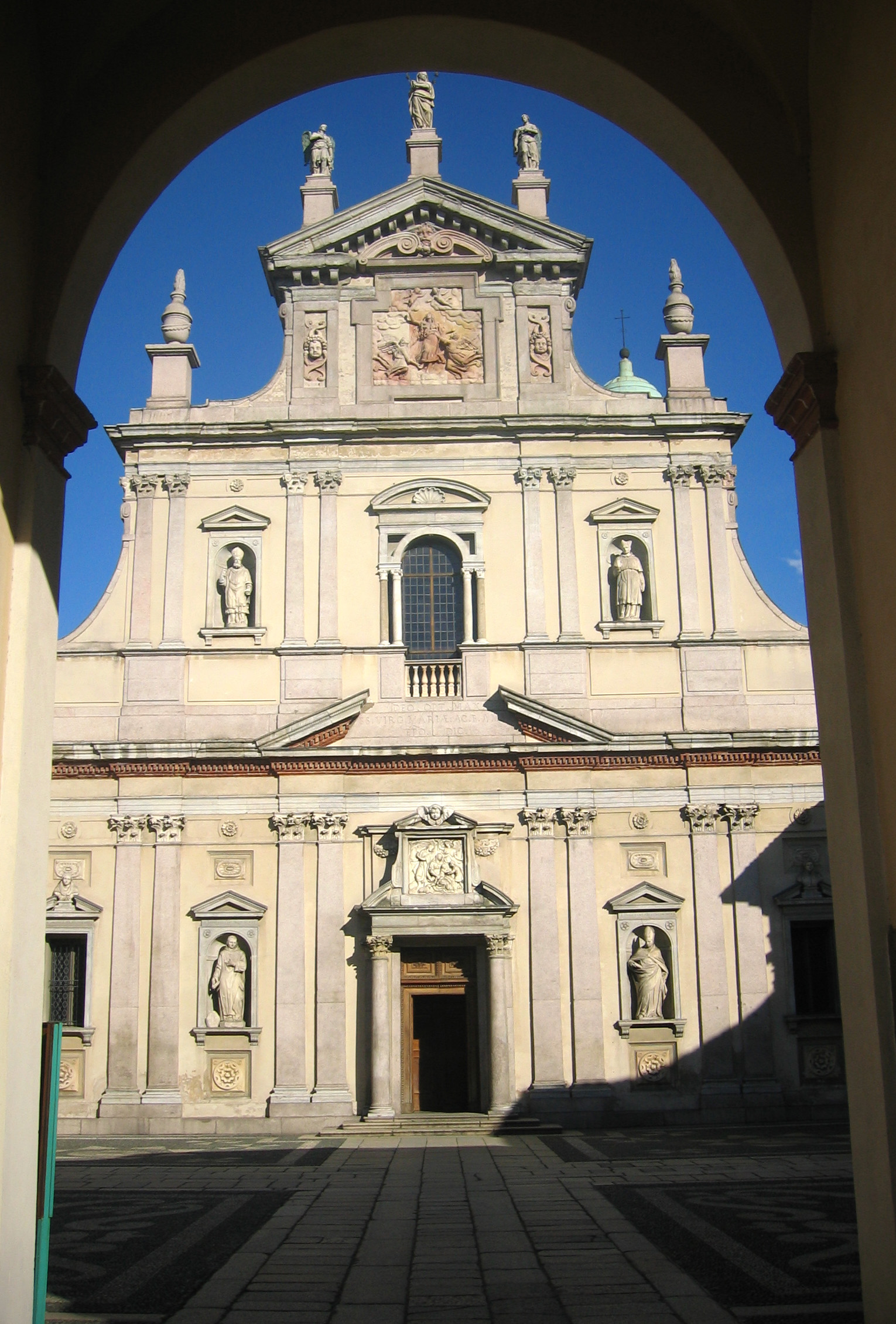
Facciata della certosa di Garegnano

Tra le opere più importanti di Martino Bassi si può annoverare anche la ricostruzione in forme classicistiche della cupola della Basilica di San Lorenzo, crollata nel 1573: alle nuove forme della cupola si ispirò probabilmente il Borromini per la cupola di Sant'Ivo alla Sapienza. La ricostruzione doveva in realtà coinvolgere la struttura nella sua interezza, tuttavia grazie allo stretto controllo dell'arcivescovo i lavori compresero solo la cupola e il rimaneggiamento di altre parti minori della chiesa, lasciando intatta, per espresso ordine del Borromeo, la pianta con il percorso anulare.
Al 1576 risale il progetto di conclusione del cantiere di Santa Maria della Passione, in cui Martino Bassi trasformò l'edificio allora con pianta a croce greca, struttura invisa alle autorità postridentine, a favore di una struttura a croce latina allungando la navata, con il risultato finale di una chiesa a tre navate, con le due esterne fiancheggiate da cappelle semicircolari estradossate: il vescovo di Famagosta Gerolamo Ragazzoni in una visita a lavori terminati elogiò il lavoro per l'aderenza alle nuove norme architettoniche. La scelta di cappelle visibili all'esterno come semicilindri fu una delle soluzioni più particolari dell'opera e ricalcano l'incompiuto progetto del Brunelleschi per la Basilica di Santo Spirito a Firenze. Tra le opere relative al secondo cinquecento all'interno della chiesa si possono trovare le ante d'organo di Carlo Urbino, il transetto destro affrescato sempre dal pittore cremasco e la pala della Crocifissione (1560) di Giulio Campi. Le imponenti dimensioni che risultarono dalla modifica della chiesa portarono al rifacimento della via che conduceva frontalmente alla chiesa: da un tortuoso e stretto vicolo si passò ad uno stradone più largo e rettilineo che facesse meglio osservare la chiesa.
Sono invece due le chiese costruite a pianta centrale nonostante il favore del Borromeo alla pianta a croce latina, entrambe del Tibaldi: la chiesa di San Carlo al Lazzaretto e la chiesa di San Sebastiano, che sono inoltre accomunate dalla comune circostanza di costruzione, ovvero in funzione della peste che in quegli anni attanagliò la città.

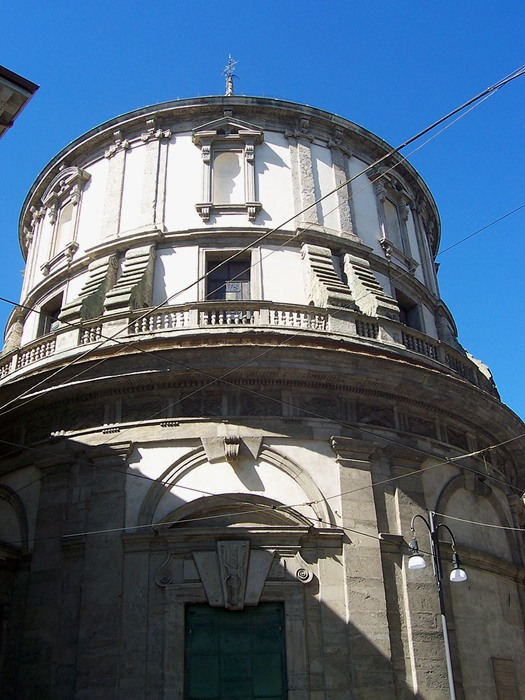
Ingresso della chiesa di San Sebastiano

La chiesa di San Carlo al Lazzaretto fu commissionata da Carlo Borromeo nel 1580 a Pellegrino Tibaldi, anche se di fatto i lavori vennero seguiti da Giuseppe Meda. La struttura era composta da una pianta centrale ottagonale con altrettante aperture; la costruzione serviva originariamente come tempietto aperto per l'altare già presente al centro del Lazzaretto. La scelta della pianta centrale obbediva a precisi criteri funzionali indicati nelle Instructiones, infatti la pianta centrale aperta avrebbe permesso a tutti i presenti nel lazzaretto di assistere alla messa senza doversi spostare, criterio non di poco conto se si pensa alle condizioni degli appestati: la soluzione fu ripresa anni dopo per la costruzione della cappella del Lazzaretto di Verona.
Per la stessa ragione, il cardinale Borromeo ordinò poi che venissero costruiti 19 altari in vari punti della città dove sarebbero state celebrate quotidianamente messe a cui potessero assistere gli appestati chiusi nelle loro case. Di tali altari, rimangono oggi la colonna di san Martiniano presso il Verziere, la colonna di san Marolo presso San Nazaro e la colonna di sant'Elena presso San Paolo Converso.
La costruzione della chiesa di San Sebastiano iniziò nel 1577 come ringraziamento al santo per la fine della peste. La soluzione a pianta centrale costituisce in questo caso un'eccezione alle regole post-tridentine: era possibile trovare delle deroghe alle istruzioni per motivi funzionali oppure ambientali, come la carenza di spazio, entrambi motivi non ravvisabili in questo caso. La struttura rappresenta a maggior ragione un'eccezione visti gli espliciti richiami al pantheon e al tempietto di San Pietro in Montorio bramantesco, oltre che alla cupola mascherata dal tamburo ispirata al battistero di San Giovanni a Firenze. L'architetto tuttavia apportò precise modifiche nella struttura interna per ricavare spazi ad accentuare la direzionalità tra ingresso e altare della costruzione; anticipazione del tema della pianta centrale allungata barocca. Va precisato come per questo comportamento ravvisato in taluni artisti, ovvero il servirsi delle norme sull'architettura pur non staccandosi o superando completamente la cultura umanistica, si sia parlato di "Manierismo Critico".
Dovuta al Tibaldi è infine la chiesa di San Raffaele costruita a partire dal 1579, in cui spiccano le decorazioni con erme scolpite dell'ordine inferiore. All'interno si possono trovare la pala di San Matteo e l'angelo (1586) di Ambrogio Figino in cui si osserva un misto tra classicismo michelangiolesco e naturalismo lombardo, che funse probabilmente da modello ispiratore per le due versioni sul medesimo soggetto del Caravaggio per la cappella Contarelli.
La chiesa di Santa Maria al Paradiso sorse su un vecchio convento francescano: la costruzione partì il 1590 per essere già conclusa nel 1604. All'antico impianto si deve l'unica navata con otto cappelle laterali, affrescate successivamente nel '600 e il coro in legno con ventuno Santi tutti rivolti verso l'altare maggiore.

### I lavori del duomo
Non poté infine mancare un intervento del cardinale Borromeo per adeguare la cattedrale della città alle nuove norme Tridentine, dando quindi una sferzata ai lavori della fabbrica che procedevano a rilento dalla caduta del ducato.

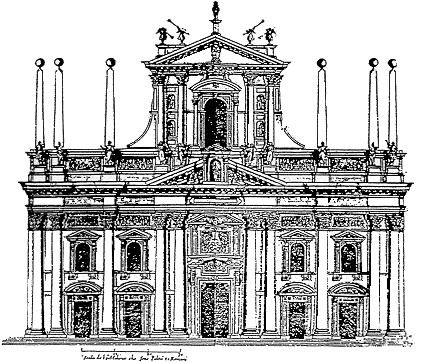
Progetto di Tibaldi per la facciata del duomo di Milano

I principali interventi per valore artistico e numero furono opera di Pellegrino Tibaldi, "favorito" del cardinale: uno dei principali dibattiti dell'epoca era per il progetto della facciata. Il Tibaldi propose una soluzione in linea con lo stile dell'epoca che si distaccava dal resto della cattedrale gotica che può essere inserita tra i più importanti progetti non realizzati dell'epoca, che Cesare Brandi così descrive:
Il progetto prevedeva una facciata su due ordini: quello inferiore scandito da colonne giganti di ordine corinzio a reggere la trabeazione, corrispondente alle navate laterali, e un ordine superiore corrispondente alla navata centrale fiancheggiata da obelischi monumentali. Del progetto furono effettivamente realizzati solo i cinque portali inferiori e le finestre sopra i quattro portali laterali, peraltro non sotto la supervisione del Tibaldi, ma del suo maggiore allievo Francesco Maria Richini.

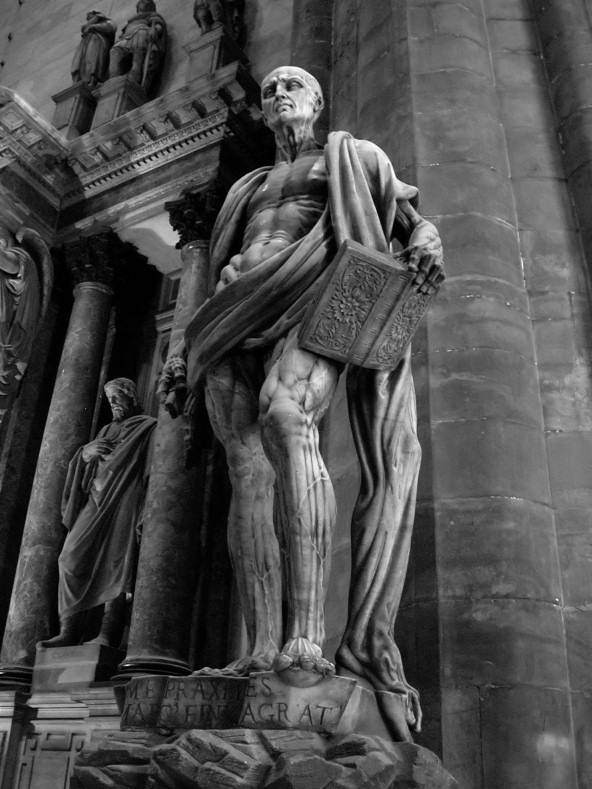
Marco d'Agrate, San Bartolomeo scorticato

All'interno, dovuti al Tibaldi sono i tre altari monumentali della navata destra in prossimità del transetto, i quali condividono la struttura in marmi policromi con il frontone sorretto da colonne di ordine corinzio, ornata da varie statue. Il suo maggiore contributo alla decorazione interna avvenne comunque nell'area del presbiterio: suoi sono i disegni del tempietto a pianta quadrata con colonne corinzie sovrastante il battistero, e buona parte della sistemazione dell'altare maggiore, su tutte il ciborio in bronzo a forma di tempietto circolare con otto colonne che reggono una cupola ornata con statue, capolavoro dell'arte fusoria cinquecentesca. Sotto all'altare è posta la cripta di san Carlo Borromeo, organizzata su due percorsi anulari rispettivamente circolare e ottagonale, su cui peraltro si scatenò una furiosa polemica con Vincenzo Seregni su presunti problemi di statica della struttura. Al Pellegrini si devono infine la pavimentazione in marmo della cattedrale e i disegni per il coro ligneo intagliato con le Storie di sant'Ambrogio e Storia degli arcivescovi milanesi. Di questo periodo sono infine l'organo nord e sud, commissionati rispettivamente a Giovanni Giacomo Antegnani e a Cristoforo Valvassori, e le relative ante di Giuseppe Meda e Ambrogio Figino.

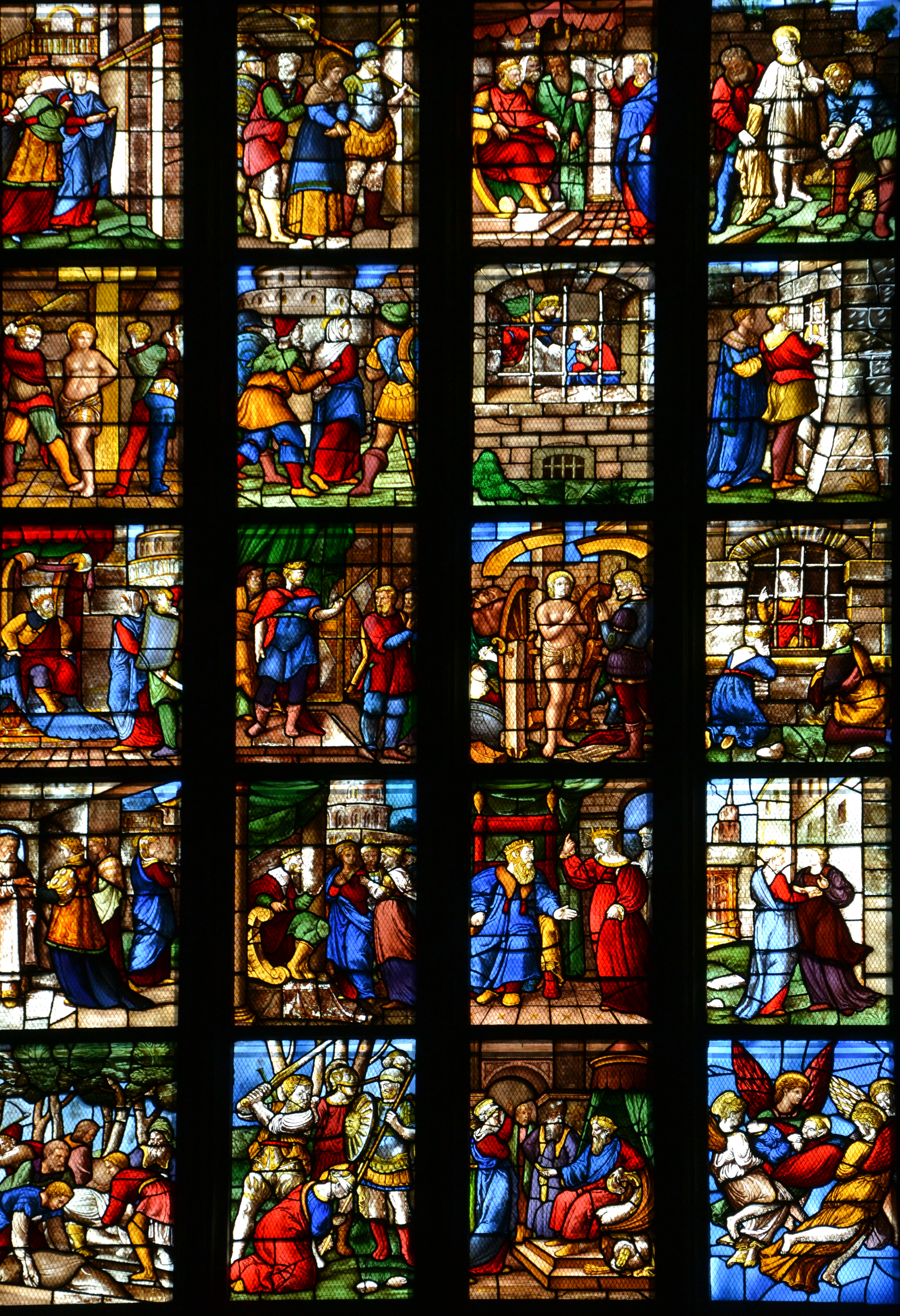
Giuseppe Arcimboldi, Vetrata di santa Caterina

Opera di Leone Leoni è il monumento funebre a Gian Giacomo Medici nel braccio di croce meridionale, commissionato da suo fratello fratello papa Pio IV allo scultore aretino su proposta di Michelangelo, originariamente interpellato per il lavoro. L'opera è retta da sei colonne in marmo inviate da Roma direttamente dal pontefice, in mezzo alle quali è rappresentato il defunto in vesti di soldato romano, fiancheggiato da statue della Milizia e della Pace, con due statue minori sopra le colonne più esterne raffiguranti la Prudenza e la Fama. Originariamente era presente anche il sarcofago in bronzo fuso, poi fatto rimuovere dal cardinale Borromeo assieme ai vari feretri di duchi e civili nel tentativo di contrasto al fenomeno di secolarizzazione della cattedrale. Tuttavia l'opera scultoria più celebre della chiesa è il San Bartolomeo scorticato di Marco d'Agrate famosa sia per il virtuosismo della rappresentazione del santo scorticato che tiene in mano la sua pelle, sia per l'ambiziosa firma ben visibile sull'opera, che recita "NON ME PRAXITELES, SED MARCUS FINXIT AGRAT" (Non mi fece Prassitele, ma Marco d'Agrate).
Nell'ambulacro è presente un secondo monumento a papa Pio IV, sempre su sua commissione, opera dello scultore siciliano Angelo De Marinis, descritta e lodata già dal Vasari. Opposte invece ai tre altari disegnati dal Tibaldi, vi sono tre altari che ne riprendono le forme, con altorilievi e altre decorazioni di Marco Antonio Prestinari. È infine di probabile disegno dell'Alessi il monumento commissionato da Giovanni Angelo Arcimboldi in onore suo e della famiglia Arcimboldi.
I lavori proseguirono anche per le vetrate, tuttavia registrando un lieve cambio nel modo di lavorare, in cui la progettazione e la realizzazione erano spesso divise: la prima era realizzata da un abile pittore, mentre la seconda da un abile artigiano. Tra le vetrate più famose c'è la vetrata dei santi Quattro Coronati (1567), eseguita da Corrado Mochis su progetto di Pellegrino Tibaldi, nel quale si notano i debiti stilistici nei confronti di Michelangelo. Sempre sull'onda di una progettazione separata abbiamo l'intervento dell'Arcimboldi, su tutte la più celebre è la vetrata di santa Caterina, composizione giovanile dell'artista in cui si notano i sintomi del suo particolare manierismo, realizzata sempre da Corrado Mochis, ma anche alcuni pezzi della vetrata del Vecchio Testamento, a cui parteciparono anche artisti fiamminghi e renani. Sempre della cerchia di artisti milanese, abbiamo la vetrata degli Apostoli (1567) di Carlo Urbino, in cui vengono semplicemente raffigurati i dodici apostoli, e la vetrata delle Glorie della Vergine di Giovanni da Monte di derivazione tizianesca, di cui era allievo. Si segnala infine la monumentale vetrata che si inserisce tra le tante opere commissionate da papa Pio IV per commemorare il fratello Giacomo, la vetrata di san Giacomo Maggiore, realizzata su progetto di un maestro romano sempre dal Mochis.

## Architettura civile

### Palazzo Marino

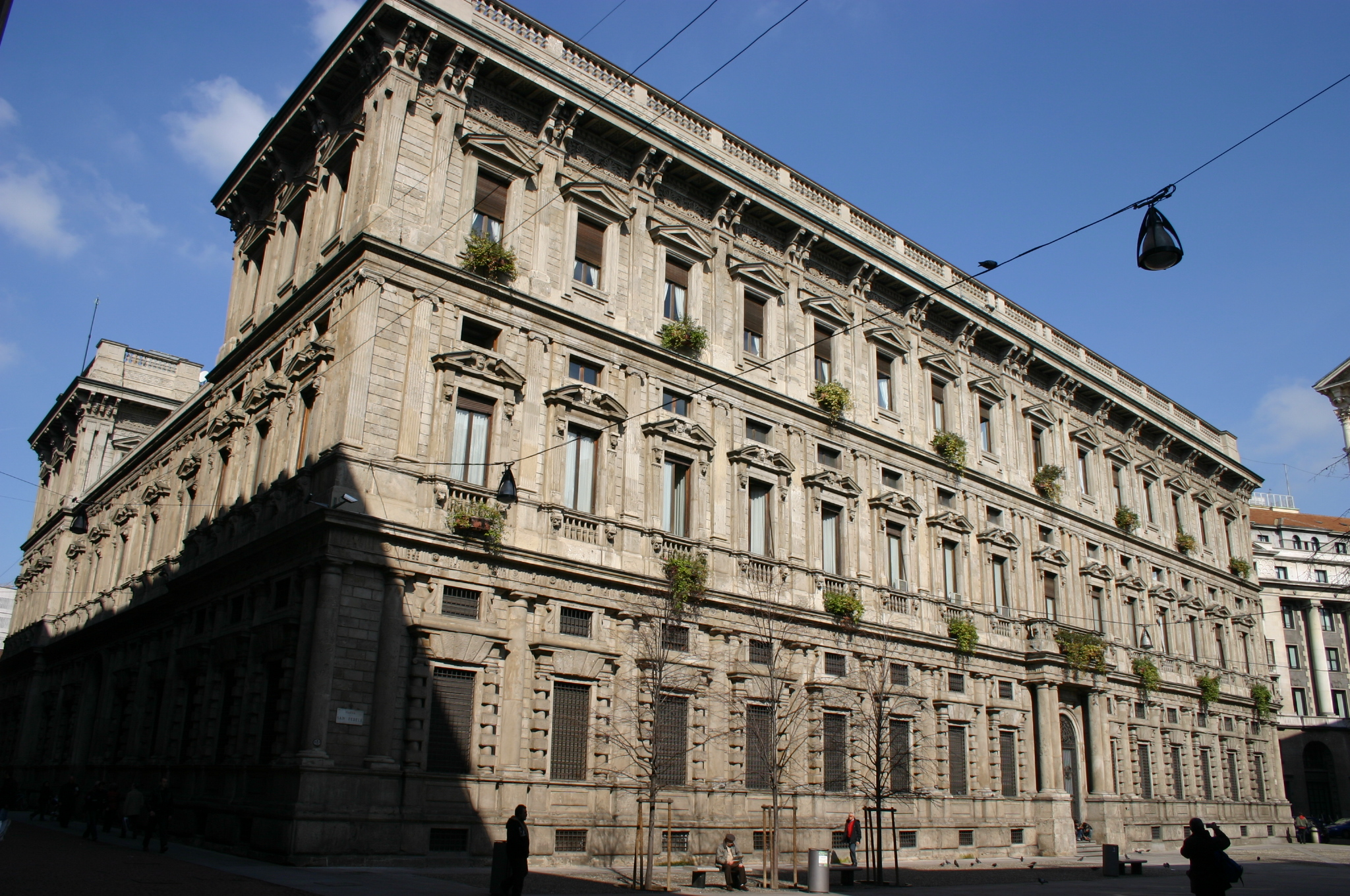
Palazzo Marino da piazza San Fedele

Il cantiere di palazzo Marino introdusse Galeazzo Alessi a Milano: è sicuramente la più famosa opera cittadina dell'architetto e il palazzo è considerato come la più rappresentativa architettura civile manierista milanese; dopo questo lavoro le commissioni dell'Alessi furono in costante aumento fino all'arrivo del Tibaldi. Dopo questa prima commissione tuttavia, l'architetto perugino mancò di una necessaria ricerca ed evoluzione del suo stile, cosa che lo condusse ad opere, seppur dignitose, ben lontane dai risultati di palazzo Marino e dalla basilica di Carignano, considerate le sue migliori opere. Il palazzo fu appaltato da Ciarotto Marinaro, uomo d'affari genovese arricchitosi a Milano sotto il governo spagnolo, che voleva quindi mostrare il nuovo potere acquisito. L'opera, oltre al corpo di fabbrica, prevedeva l'apertura di una via che collegasse il palazzo con piazza Duomo nelle immediate vicinanze di piazza Mercanti. Il progetto originario con l'apertura della nuova via trova dei celebri precedenti con Villa Farnese di Caprarola e soprattutto con strada Nuova di Genova, con la quale avrebbe condiviso la larghezza della nuova contrada e l'intento celebrativo della nuova classe dirigente.
Un primo progetto prevedeva il pian terreno in bugnato con colonne di ordine tuscanico, mentre al piano superiore delle paraste avrebbero ripreso le forme tuscaniche delle colonne inferiori, contornate da decorazioni in pietra di Ceppo dell'Adda, pietra di Saltrio e Marmo di Carrara.
Il palazzo fu completato moltissimi anni dopo, con un assetto urbanistico completamente nuovo che stravolse la visione del progetto originaria: piazza della Scala nel Cinquecento non esisteva ancora, per cui il fronte principale si trovava su piazza San Fedele; mentre l'attuale ingresso principale in piazza della Scala fu eseguito solo nell'Ottocento come perfetta copia dell'altra facciata.

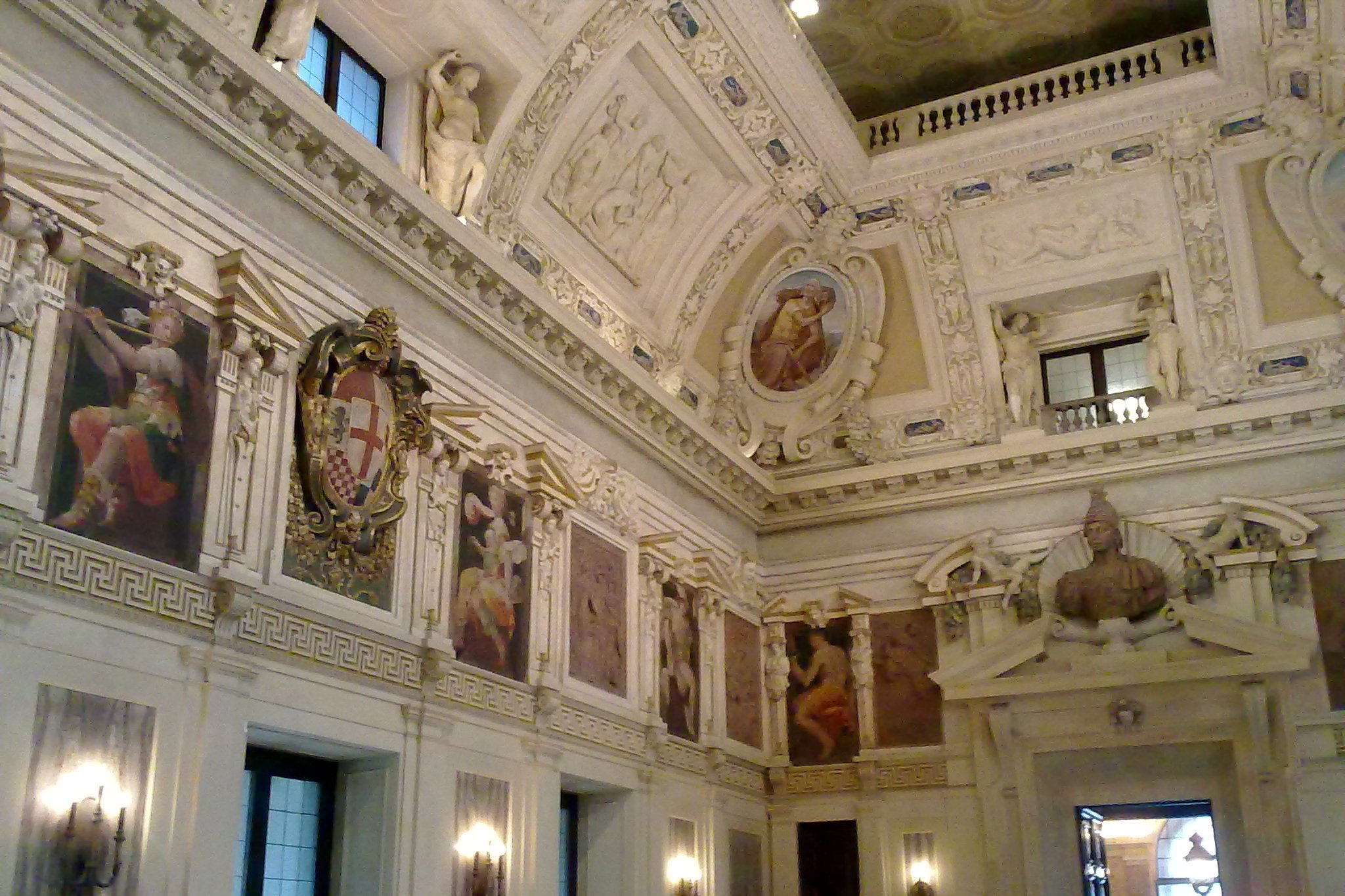
Sala dell'Alessi a palazzo Marino

Il progetto finale concepì un palazzo impostato su tre ordini sovrapposti dei due fronti principali: al pian terreno è scandito da paraste di ordine dorico che contengono finestre a spalle bugnate e architrave con serraglie, con piccole finestre sulla cimasa; il portale d'ingresso è racchiuso tra colonne binate che sorreggono il balcone. Il piano superiore presenta lesene ioniche scanalate che contengono finestre con parapetti a balaustri e timpano curvilineo spezzato, anche in questo caso sormontato da piccole finestrelle. Il secondo piano presenta finestre con timpani triangolari sormontate da un fregio e teste di donna che reggono il cornicione a balaustrata. All'interno, degno di menzione è il cortile d'onore, celebre per le sue ricche decorazioni, impostato come un doppio loggiato retto da colonne ioniche binate: questa composizione si distacca dai tipici progetti dell'Alessi, che deve aver attinto dalla tradizione locale: tradizione osservata e ripresa prima dal Richini nel cortile del palazzo di Brera e più tardi dal Borromini nel chiostro dei Trinitari presso la chiesa di San Carlo alle Quattro Fontane.
L'Alessi con questo progetto rompe nettamente con la tradizione edilizia lombarda: il palazzo interamente costruito in pietra si distacca dalla tecnica costruttiva convenzionale lombarda, che voleva la struttura in mattoni di cotto al più ricoperti da intonaco, mentre la copertura, non più con tetto a falde, era costituita da terrazze di tradizione genovese.
Degli ambienti interni, un tempo celebri per la loro fastosità, rimane ben poco a causa dei bombardamenti alleati che colpirono pesantemente il palazzo. Tra tutti degna di nota la Sala dell'Alessi, decorata da stucchi, lesene e medaglioni, e gli affreschi dei fratelli Andrea e Ottavio Semino di Psiche e Amore al cospetto degli dei e le dodici Figure allegoriche sulle pareti, ricostruita nel dopoguerra.

### Altre architetture civili

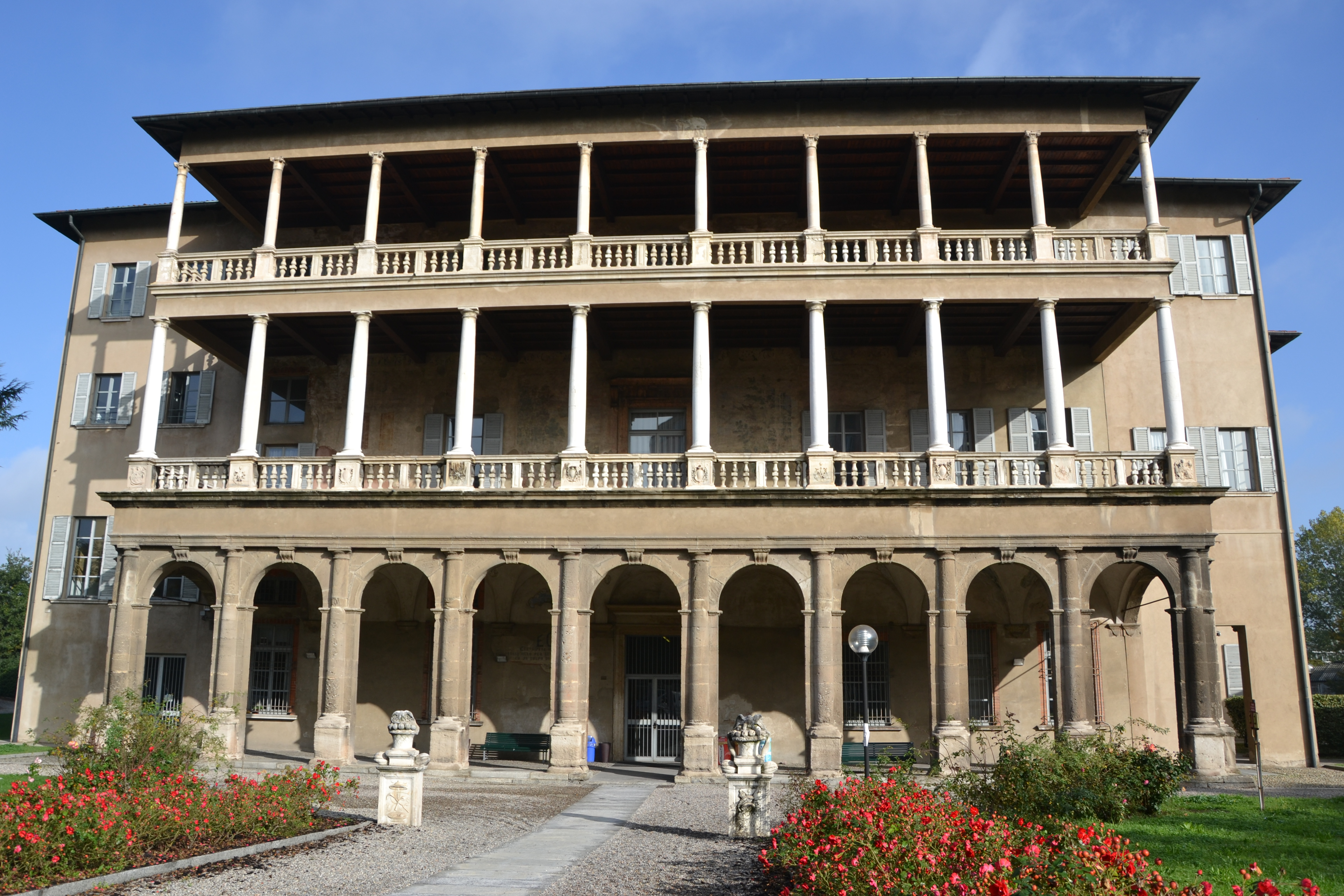
Loggiato di villa Simonetta

Altro celebre cantiere del secondo cinquecento milanese è la ristrutturazione di villa Simonetta: fu acquistata nel 1547 dal governatore di Milano Ferrante Gonzaga che ne affidò i restauri a varie personalità tra cui Domenico Giunti, al quale si deve la più scenografica aggiunta, ovvero il doppio loggiato d'ispirazione palladiana che anticipa le forme di palazzo Chiericati. Il classicismo del loggiato servirà inoltre come riferimento per le forme del cortile del palazzo del Senato di Fabio Mangone. Al progetto cinquecentesco si deve poi l'aggiunta delle due ali laterali del palazzo a formare un cortile che dava sul giardino privato della villa; all'interno sono presenti dei frammenti di affreschi degli artisti fiamminghi che lavorarono nel cantiere.
Elemento caratterizzante della facciata è, come già detto, il porticato classicheggiante sovrastato dal doppio loggiato: il porticato è costituito da nove pilastri con lesene di ordine tuscanico, ordine ripreso per le colonne del piano superiore della loggia che riprendono l'andamento delle lesene inferiori, mentre all'ultimo piano le colonne son decorate da capitelli corinzi. Non mancarono nel progetto riferimenti a celebri esempi di ville suburbane dell'epoca: nell'ingresso al giardino dal palazzo vi erano due peschiere sul modello di palazzo Te di Giulio Romano, mentre al primo piano vi erano trompe l'oeil di colonne impostate come proiezioni di quelle del loggiato con finte finestre e affreschi oggi del tutto scomparsi, il cui impianto complessivo prendeva spunto dalla Loggia degli eroi di Perin del Vaga nella genovese villa del Principe.
Nel 1560 Papa Pio IV commissionò per la sua città natale il palazzo dei Giureconsulti nello spazio di piazza dei Mercanti a Vincenzo Seregni; per il progetto l'architetto non nascose le analogie con le nuove forme di palazzo Marino dell'Alessi, benché venga inserito il richiamo quattrocentesco con la facciata a portico aperto.

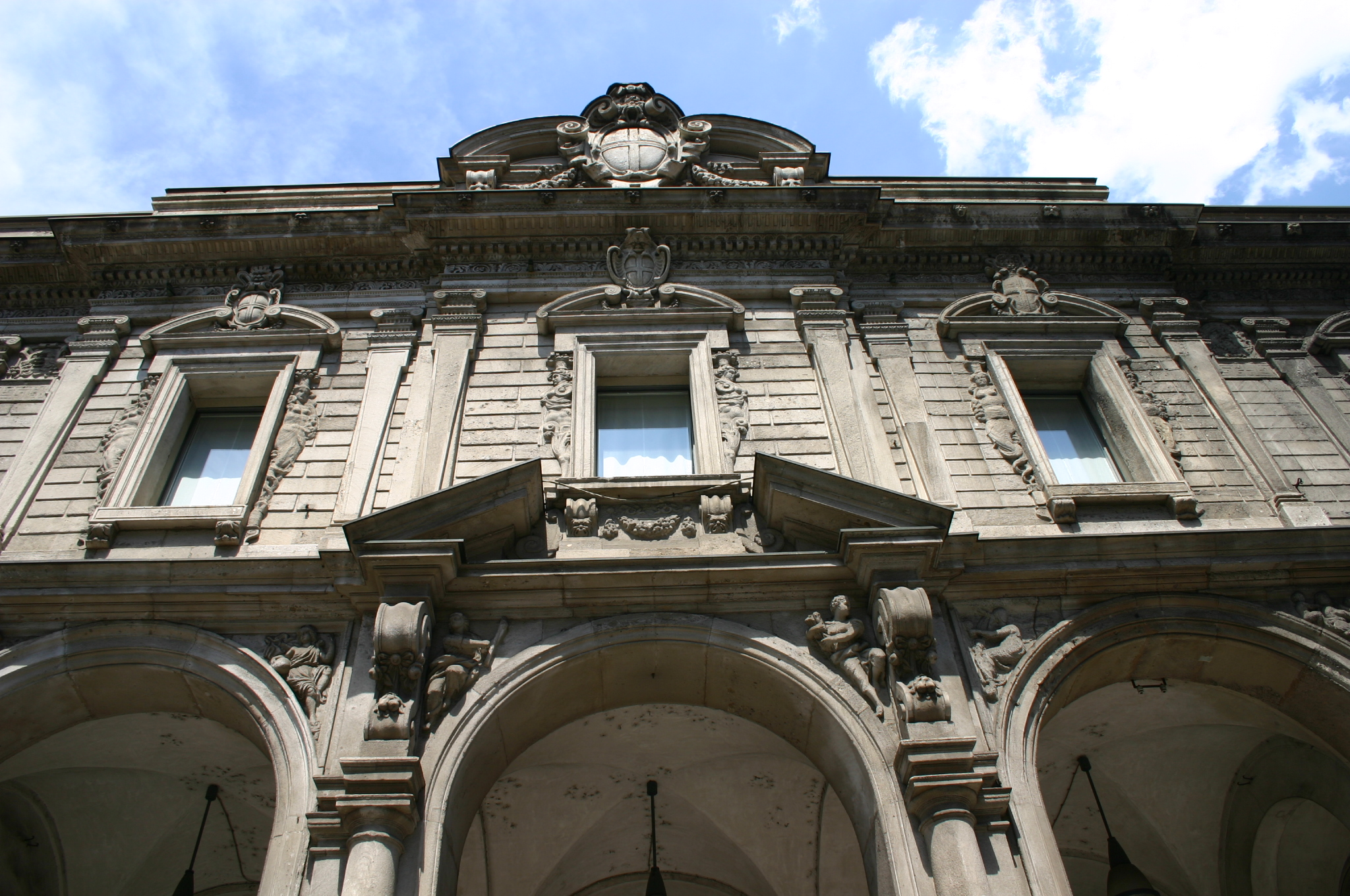
Decorazione del palazzo dei Giureconsulti

Dovuta a Leone Leoni, scultore improvvisatosi architetto, è la casa degli Omenoni, costruita dall'artista per affermare il suo prestigio a partire dal 1565, con la parata degli otto telamoni non mancò di attirare l'attenzione di molti, tra cui quella del Vasari, che così scriveva nelle sue Vite:
L'edificio è emblematico del periodo trattato e della situazione politica milanese: nonostante le rigide disposizioni del Borromeo e i numerosi tentativi di controllo sulla pubblica morale da parte della Chiesa, sul portone d'ingresso faceva bella mostra un fregio raffigurante un fauno evirato da un leone, chiaro segnale intimidatorio a malintenzionati o nemici dello scultore. La facciata è inoltre un buon esempio di classicismo con aggiunta di elementi manieristi. Il primo ordine della facciata è quindi scandito da otto cariatidi, a cui fanno corrispondenza nell'ordine superiore otto colonne di ordine ionico, che un tempo terminavano sul cornicione. La casa peraltro ospitò fino ad inizio Seicento un piccolo museo privato del Leoni, che conteneva tra le varie opere dipinti di Tiziano, Correggio e Leonardo, un calco in gesso della statua equestre di Marco Aurelio e il Codice Atlantico di Leonardo Da Vinci.
Tra i più importanti interventi voluti direttamente da Carlo Borromeo troviamo il Palazzo Arcivescovile, commissionato al Tibaldi a partire dal 1569. Nonostante i rifacimenti neoclassici del Piermarini, si può ancora osservare il cortile delimitato da un loggiato a doppio ordine di archi a tutto sesto con pilastri in bugnato e il portale manierista.

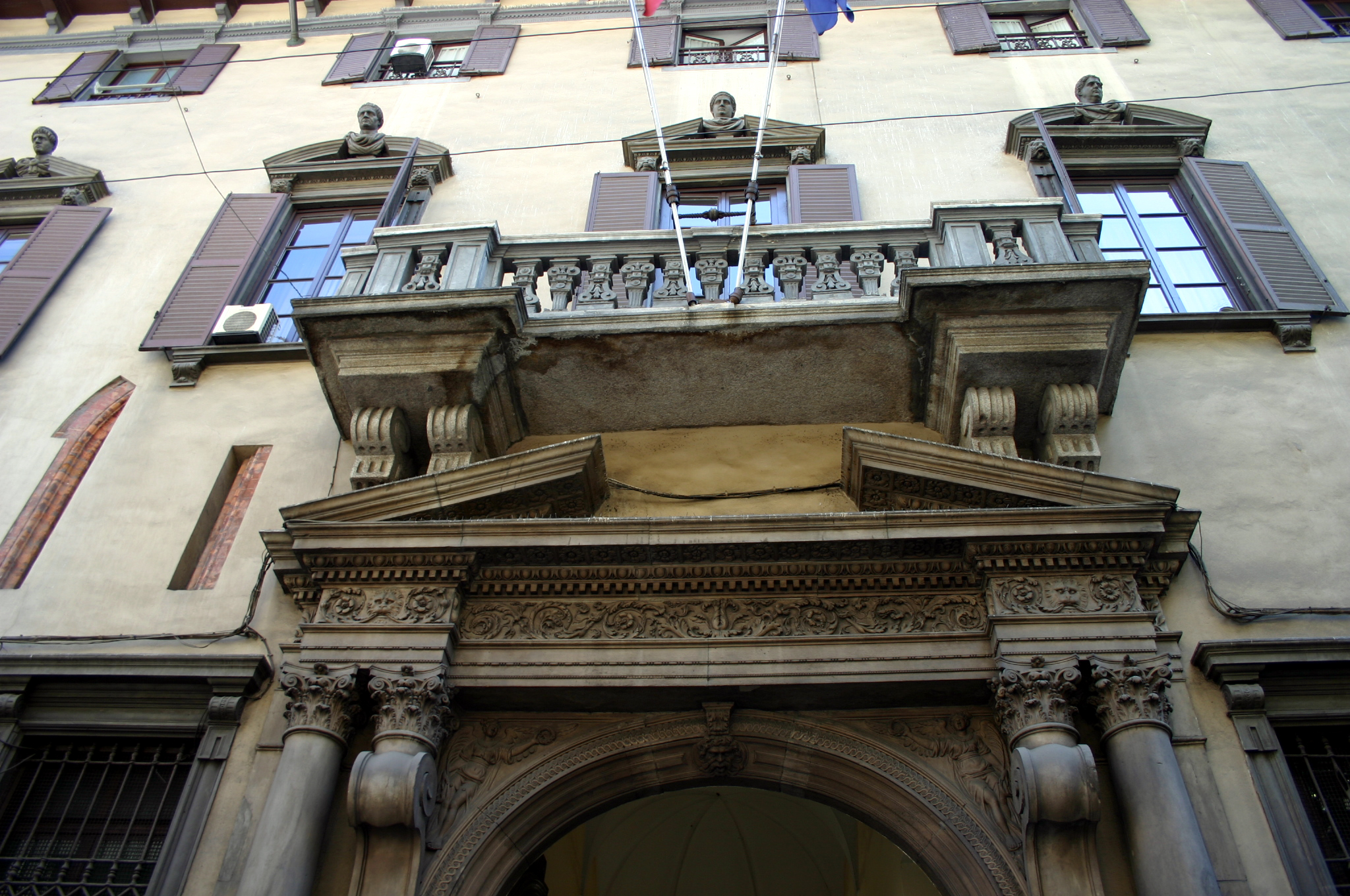
Portale e balcone di Palazzo Erba Odescalchi

Altro palazzo civile dell'epoca è palazzo Erba Odescalchi, attribuito al Tibaldi e ai suoi collaboratori e costruito attorno al 1570: elemento unico a Milano è la cupola ellissoidale che ricalca l'andamento dell'androne e delle scale, anch'esse ellittiche, che creano una singolare illusione di altezza, infatti benché le scale servano un solo piano all'utilizzatore lo spazio sembra dilatato grazie allo schiacciamento prospettico dell'ellisse; tale soluzione verrà riutilizzata negli anni a venire fino all'architettura barocca. Altra anticipazione del tema barocco è data dall'elaborato portale con timpano spezzato retto da colonne di ordine corinzio con mensole a doppia voluta, che contrasta con il resto della sobria facciata.
L'unica opera pubblica di ampio respiro concepita dagli spagnoli fu il rifacimento del Palazzo Reale, affidata al Tibaldi iniziato nel 1574, lavori peraltro quasi completamente cancellati dai rifacimenti neoclassici ottocenteschi. I lavori furono molto articolati e riguardarono gran parte del palazzo: il Tibaldi si distinse anche come stuccatore e pittore, e il suo lavoro gli valse l'incarico verso la più centrale e prestigiosa corte di Madrid.
Del tardo Cinquecento è anche palazzo Aliverti, per gran parte rimaneggiato nel corso dei secoli: del periodo originario rimangono il cortile porticato con colonne ioniche e doriche, con soffitti a cassettoni e gli affreschi interni attribuiti ai fratelli Campi.

## Architettura militare
Nonostante un'economia tutto sommato florida ed una certa vivacità artistica, la Lombardia veniva considerata come uno strategico avamposto militare, e come tale la maggior parte dei fondi destinati alla città furono spesi per l'erezione di una seconda cinta di mura. La cinta muraria fu iniziata nel 1548 su progetto dell'ingegner Giovanni Maria Olgiati: alla sua conclusione dieci anni dopo le mura si snodavano in un percorso pentagonale per undici chilometri, che la resero la maggiore cinta di mura europea dell'epoca. La cinta di mura era organizzata in dieci cortine che assumevano approssimativamente la forma di un cuore, da cui deriva l'aneddoto milanese che la nuova cinta di mura fosse un romantico regalo di nozze alla regina Margherita d'Austria, con mura rinforzate in corrispondenza degli angoli di porta Comasina e porta Vercellina.

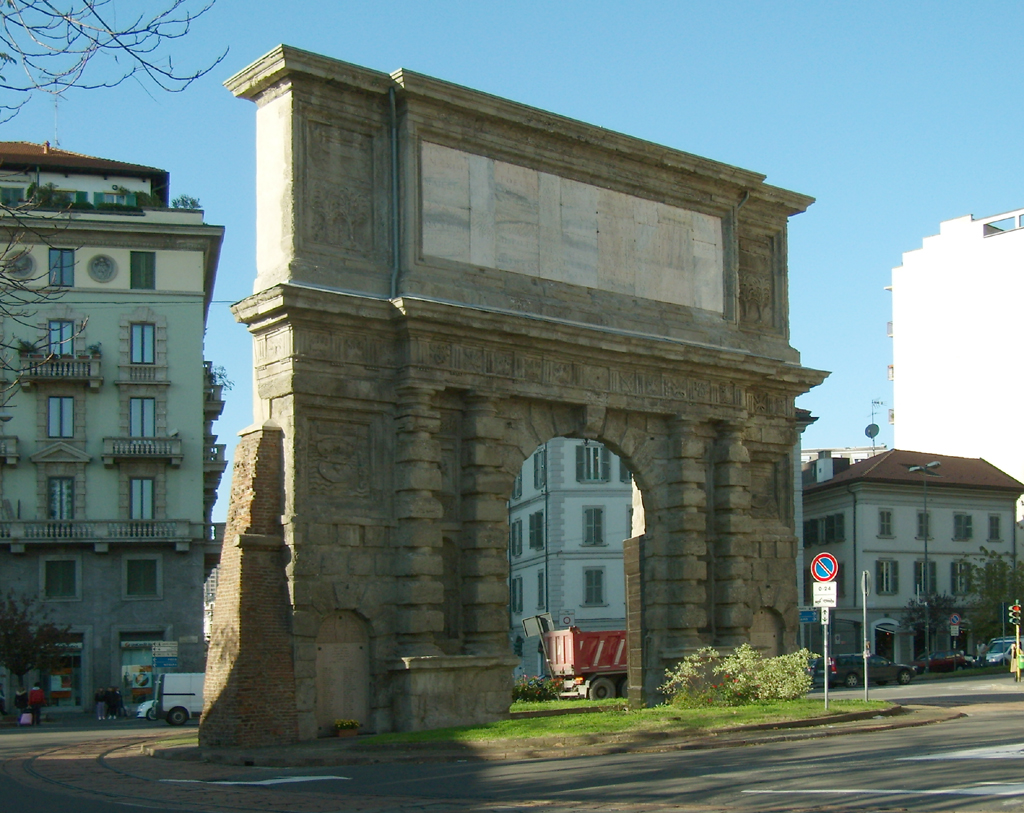
Fronte di Porta Romana verso la campagna

L'edificazione delle mura esterne convergenti verso il castello portarono una serie di conseguenze per l'urbanistica della città: usanza dell'epoca era concedere gratuitamente terreni al di fuori della città a ordini religiosi per edificarvi la propria sede; con l'inglobamento di una vasta fetta di terreno all'interno della città questi privilegi decaddero e lo Stato poté riappropriarsi di vasti terreni e terminare la validità di favori. In secondo luogo la costruzione dei bastioni fortificati, gli spazi prossimi alla cinta perimetrale sarebbero dovuti essere sgombri per permettere il tiro dei cannoni e fornire la visibilità necessaria; il che impedì l'edificazione nei pressi delle nuove mura. Oltre alla riorganizzazione delle terre inglobate con la nuova cinta muraria, fu necessaria un'ampia opera di riorganizzazione dei canali passanti per i terreni un tempo fuori città: questo sia allo scopo di approvvigionare l'acqua per il fossato delle nuove mura, sia per non sconvolgere i numerosi canali e corsi d'acqua necessari all'economia del milanese.
Dopo la costruzione delle mura, nel 1560 si decise di rinforzare il castello Sforzesco costruendo una sorta di cittadella sull'antica corte rinascimentale. Il progetto fu affidato a Giacomo Paleari e prevedeva un progetto articolato complessivamente su tre mura, che avrebbero assunto la forma di una stella a sei punte. Il progetto del castello fu terminato non senza qualche modifica solo nel 1612 sotto la supervisione di Gabrio Busca.
Assieme alle mura, fu costruito un ingresso monumentale alla città per festeggiare il passaggio a Milano di Margherita d'Austria, futura sposa di Filippo III, che fu eretto nei pressi dei Bastioni di Porta Romana. L'arco di porta Romana, talvolta erroneamente attribuito a Martino Bassi, fu progettato da Aurelio Trezzi: l'aspetto è ripreso dagli archi romani del secondo e terzo secolo, con un'apertura principale e due ai fianchi minori, e dalla architetture militari veneziane del Sanmicheli. Nel fronte verso la campagna l'apertura maggiore è delimitata da due bozze piane che terminano sulla trabeazione con metope intagliate; ai lati sono presenti due bassorilievi con delle conchiglie con perle, allusione al nome Margherita dal latino margarita che indicava appunto la perla. La porta restò per tutto il secolo successivo un modello per la realizzazione di apparati effimeri nel ducato.

## Pittura
La pittura milanese del secondo cinquecento vide la collaborazione tra la scuola locale legata al tardo rinascimento lombardo ed artisti esterni, specialmente cremonesi, che avrebbero influenzato molto la futura scena pittorica milanese. Ad una pittura di stampo religioso e fortemente controllata da san Carlo, fa quindi da contraltare una forte componente naturalistica, che proprio a causa del forte controllo dell'autorità ecclesiastica non poté svilupparsi appieno: Caravaggio, massimo esponente del naturalismo lombardo, ebbe infatti maggior fortuna al di fuori dei confini del ducato.
La presenza contemporanea di artisti provenienti da diverse tradizioni del centro nord Italia fu fondamentale nella formazione del Caravaggio, che poté avvalersi di un maestro di una scuola veneta mitigata dalla pittorica controriformata, del contatto con artisti cremonesi importatori di una tradizione legata alla scuola emiliana, e infine di una scuola lombarda di eredità leonardesca a seconda dei casi più o meno influenzata da viaggi di aggiornamento sui modelli del manierismo centroitaliano.

### Scuola locale

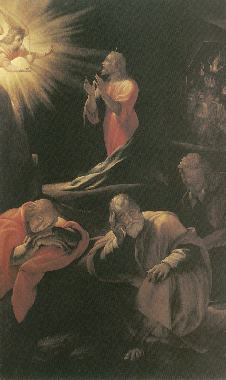
Giovanni Paolo Lomazzo, Orazione di Cristo nell'orto (XVI secolo), chiesa di San Carlo al Corso

Tra i maggiori interpreti della scuola milanese troviamo sicuramente Giovanni Paolo Lomazzo: formatosi nella bottega di Giovan Battista della Cerva, a sua volta allievo di Gaudenzio Ferrari, iniziò l'apprendimento studiando i modelli, oltre che del Ferrari, di Bernardino Luini. Alla formazione sui modelli rinascimentali lombardi, il Lomazzo arricchì la sua formazione con un viaggio nell'Italia centrale, dove ebbe modo di confrontarsi con il Tibaldi e le opere di Michelangelo; da questa suo viaggio trae il suo stile che fonde la tradizione lombarda, principalmente gaudenziana, con un linguaggio manierista centroitaliano. Se le sue prime opere sono per gran parte perdute, non si dispone comunque di una sua vasta produzione a causa della malattia che lo portò alla cecità in pochi anni: tra le sue tele si ricorda la Crocifissione (1570) per la chiesa di San Giovanni in Conca, commentato dallo stesso pittore in uno dei suoi trattati per la resa del colore e per la particolare modulazione luministica; tuttavia ad essere considerato il maggior lavoro del Lomazzo è il ciclo di affreschi presso la cappella Foppa.
Il lavoro della cappella Foppa nella chiesa di San Marco, che comprendono la Gloria Angelica nel catino absidale, la Caduta di Simon Mago sulla parete sinistra, un perduto San Paolo che resuscita Eutico sulla destra e la pala della Madonna col Bambino rappresentano una summa del tentativo del pittore del recupero della tradizione leonardesca lombarda. Lo schema pittorico è un chiaro riferimento alla cupola del Santuario della Beata Vergine dei Miracoli a Saronno di Gaudenzio Ferrari, con la caratterizzazione dei personaggi di Leonardo da Vinci; la scelta dei temi dell'opera infine indica una scelta antieretica e controriformata del pittore. L'importanza del lavoro del Lomazzo è testimoniata dalle numerose riproposizioni dello schema dell'opera, tra cui quelle di Carlo Urbino o Ottavio Semino.

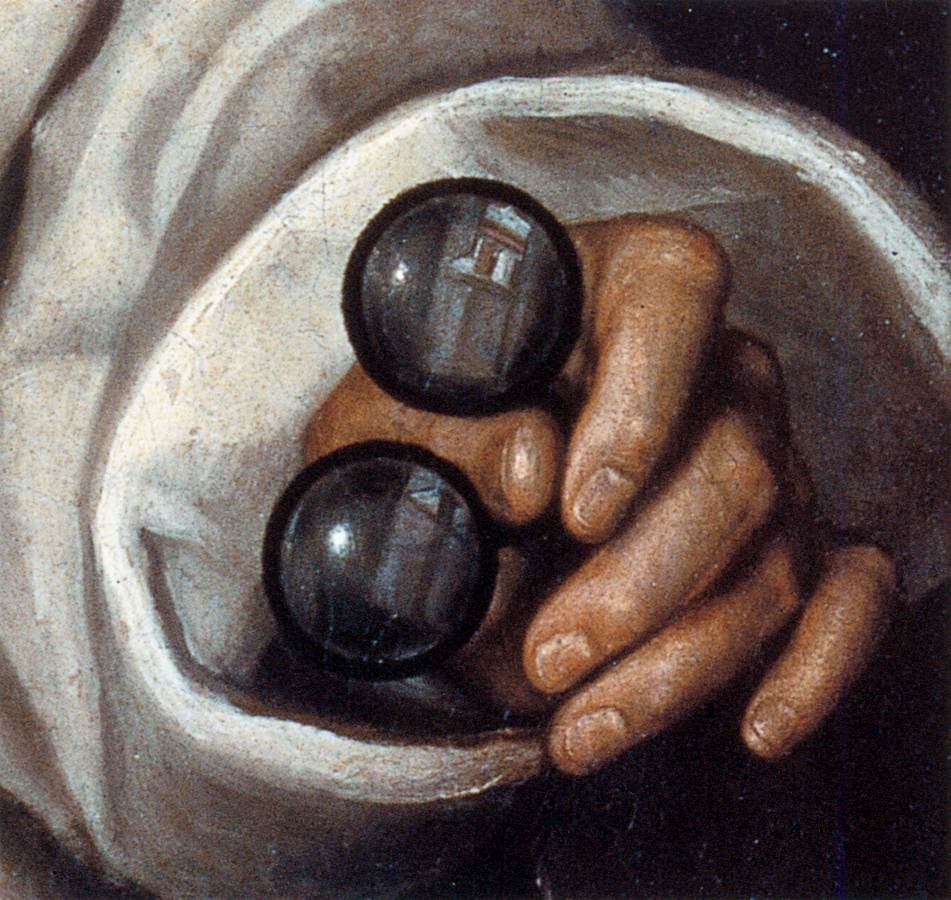
Fede Galizia - Ritratto di Paolo Morigia (dettaglio degli occhiali)

Negli ultimi anni della sua carriera è significativa la tela dell'Orazione di Cristo nell'orto per la chiesa di Santa Maria dei Servi in cui si nota il cambio di registro del pittore. Se l'opera mostra una caratterizzazione dei personaggi tipica dei primi leonardeschi milanesi, si nota un gioco cromatico di luci e ombre data dall'ambientazione notturna riprese dal Correggio e da Albrecht Dürer, simile peraltro al lavoro dei fratelli Campi nella chiesa di San Paolo Converso.
Dopo la conclusione della sua opera più importante, il Lomazzo perse gradualmente l'uso della vista fino a diventare cieco per via della degenerazione di una malattia agli occhi: ciò gli impedì di proseguire la sua carriera ad pittore, tuttavia gli consentì di dedicarsi a varie opere letterarie tra cui il trattato dell'Idea del tempio della pittura, ovvero un compendio sulla pittura sulle orme del lavoro del Vasari.
Tra le conclusioni che trae il Lomazzo nella sua opera, vi è il ricorso a "diverse maniere" per giungere ad uno stile perfetto, elogiando il disegno di Michelangelo, il colore di Tiziano e del Correggio, e le proporzioni di Raffaello: proprio dai pittori per raggiungere la giusta maniera viene il paragone della pittura ad un tempio, retto da sette governatori come colonne per sorreggerlo: oltre agli artisti appena menzionati si aggiungono Leonardo, Polidoro da Caravaggio, il Mantegna e Gaudenzio Ferrari. L'autore inoltre da un giudizio sul tipo di pittura più nobile, considerando l'affresco come il lavoro più pregiato, e paragona il lavoro del pittore all'opera di creazione divina.
Il Lomazzo va poi oltre ad una guida sulla pittura per sfociare in aspetti quasi filosofici, giudicando la pittura come unica fonte di conoscenza della "bellezza di tutte le cose", da cui poi scaturisce un inventario delle cose in cui si formerebbe la bellezza, da "donne e fanciulli" a "draghi e mostri", commentando i dettagli più disparati, come "l'ombra sotto il pesce". Il testo infine conclude con un commento sulla moda dell'epoca dei wunderkammer, sintomatici con la loro varietà e invenzione dell'arte del tempo.

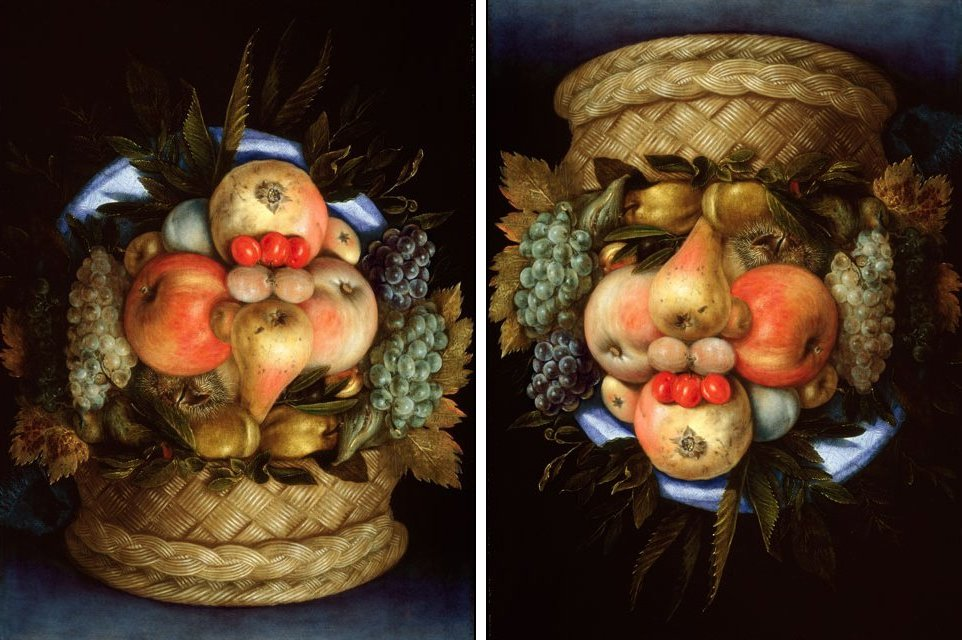
Giuseppe Arcimboldo, Testa con cestino di frutta reversibile (1590 circa), collezione privata

Famoso per le sue bizzarre composizioni, Giuseppe Arcimboldi, detto comunemente l'Arcimboldo, si formò presso la bottega del padre ed iniziò la carriera di pittore come cartonista per le vetrate del duomo di Milano. Nel 1562 aveva già abbastanza fama per essere chiamato presso la corte di Praga di Rodolfo II, dove portò avanti il suo particolare gusto sui temi delle sue opere e lavorò come consulente per il wunderkammer dell'imperatore; fece ritorno a Milano solo nel 1582 dove continuò la sua attività di pittore, pur mantenendo stretti contatti con la corte di Praga.
Lo stile dei ritratti dell'Arcimboldo, eseguiti mediante la composizione di frutta e verdure a dare elementi antropomorfi, fu tra i più particolari dell'epoca e il suo stile fu spesso imitato: in passato fu talvolta difficile identificare con sicurezza i lavori autografi del pittore tante erano le opere nello stile del pittore. Tra le opere più famose troviamo le Quattro Stagioni, I quattro elementi e Rodolfo II nelle vesti di Dio Vertumno. Decisamente particolari sono invece la Ciotola di verdure e la Testa con cestino di frutta, facenti parte di una serie di opere che a seconda della disposizione capovolta o meno del quadro assumono l'aspetto di un ritratto o di una semplice natura morta.
Giovanni Ambrogio Figino fu allievo del Lomazzo, ma terminò la sua formazione in un viaggio di aggiornamento tra Genova e Roma, dove concentrò i suoi studi in particolare su Michelangelo e Raffaello: tale soggiorno romano influenzò decisamente il suo stile ben più di quanto aveva fatto col suo maestro. Perdute molte delle sue opere giovanili, alla giovane età del pittore si possono ricondurre le tele di San Marco e San Parolo per la chiesa di San Raffaele e la Madonna della Serpe per la chiesa di San Fedele, a cui si ispirò per il medesimo soggetto il Caravaggio. La fama del pittore arrivò tuttavia verso la fine degli anni ottanta, con le tele della Madonna col bambino e i santi Giovanni Evangelista e Michele Arcangelo (1588) per il collegio dei giureconsulti e Sant'Ambrogio a cavallo (1590) per la cappella del tribunale della provvisione. Il Figino si cimentò anche nella ritrattistica, di cui si ricorda il ritratto di Lucio Foppa, descritto anche da cronache dell'epoca per l'attenzione ai dettagli dell'oggettistica del quadro come i riflessi dell'armatura e la particolare resa dei merletti. All'apice della sua fama, tra fine Cinquecento e primi anni del Seicento, fu chiamato alla corte dei Savoia per dipingere la Grande Galleria del Palazzo Reale di Torino.

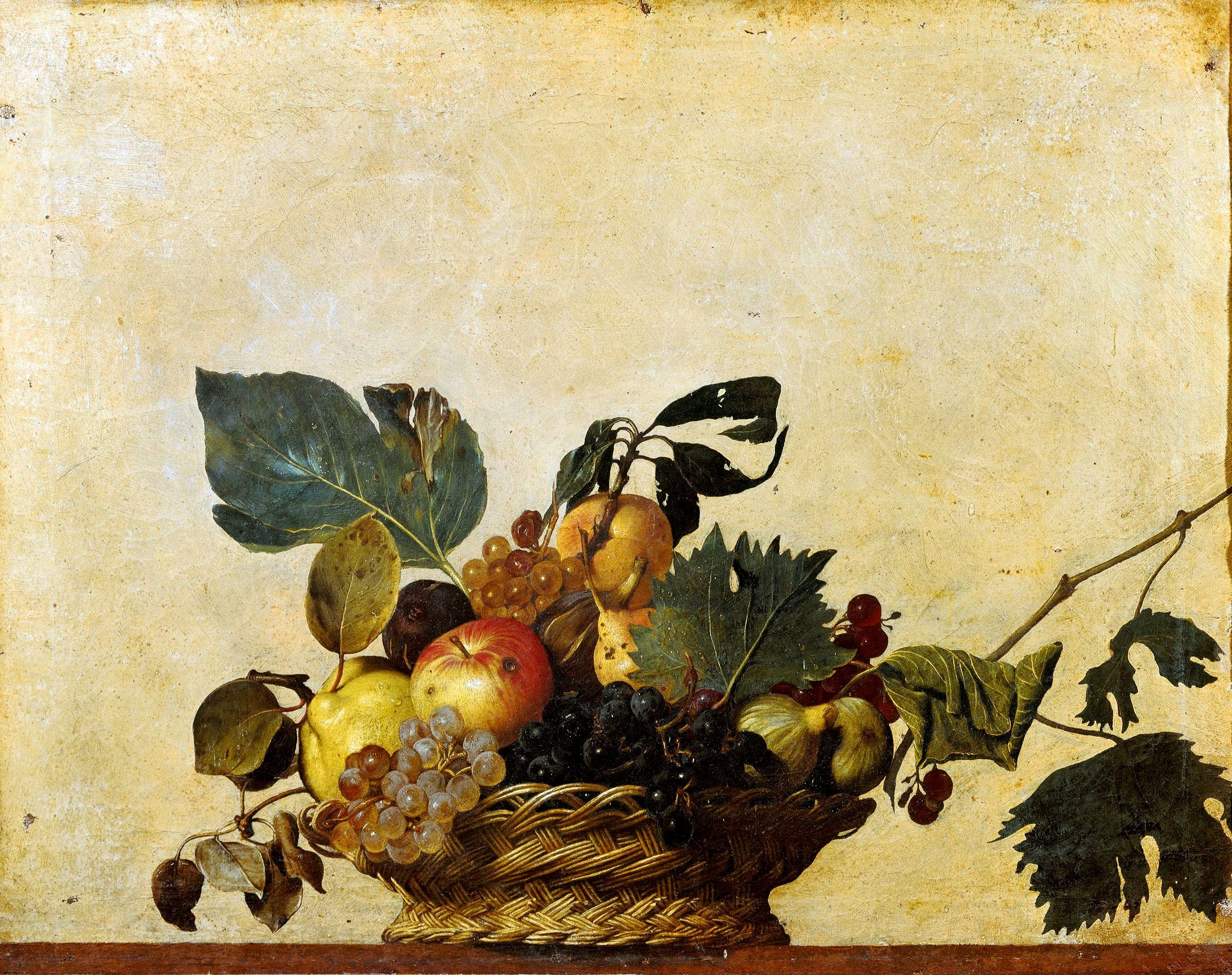
Caravaggio, Canestra di frutta (1599), Pinacoteca Ambrosiana, Milano

Un discorso particolare deve essere fatto per Aurelio Luini, figlio del più celebre Bernardino da cui ereditò la bottega e le commissioni per la chiesa di San Maurizio al Monastero Maggiore, in cui a partire dal 1555 firma gli affreschi delle Storie del Diluvio, alcune lunette della parete absidale e soprattutto l'Adorazione dei magi per la controfacciata, in cui il pittore già mostra un linguaggio pieno di tensione e ispirato ai disegni di Leonardo che inseriscono Aurelio Luini tra gli eredi dei leonardeschi milanesi assieme al Lomazzo.
Fu tuttavia inibito al mestiere di pittore nella città dall'arcivescovo Borromeo per motivi mai del tutto chiariti fino alla morte di quest'ultimo. Tra le ultime sue opere più celebri c'è la pala per il duomo di Milano di Santa Tecla in cui emerge un'elevata tensione compositiva già riscontrata nel Martirio di san Vincenzo per la chiesa di San Vincenzo alle Monache, stile pittorico che si pensa sia stato alla base dell'inimicizia col cardinale Borromeo.
Vale infine la pena di spendere qualche parola non su un autore in particolare, bensì sul tema della natura morta. Questo tema trovò a Milano e più in generale il Lombardia uno dei suoi primi luoghi di diffusione, favorito tra l'altro dall'eredità leonardesca. Tra i primi produttori di nature morte troviamo i milanesi Ambrogio Figino, Fede Galizia e il cremonese Panfilo Nuvolone: in questo primo periodo le nature morte sono spesso dipinte in un'ottica malinconica di una bellezza passeggere e di una natura corruttibile dal passare del tempo; non mancano tuttavia rimandi simbolici o mistici, sintomo di un residuo controllo ecclesiastico sull'arte. Il Caravaggio, tanto ispirato dal naturalismo di tradizione lombarda, non rimase del tutto estraneo a questo fenomeno, cimentandosi nella Canestra di frutta, unica natura morta autonoma del pittore.

### Scuole esterne
La scuola più presente a Milano dopo quella locale è sicuramente la scuola di artisti cremonese, allora in un periodo di floridità per via dei cantieri del duomo di Cremona. Le due scuole peraltro entrarono spesso in conflitto, si ricorda in particolare il confronto prima nel 1563 tra i milanesi Giuseppe Meda e Giuseppe Arcimboldo e i cremonesi Bernardino Campi e Carlo Urbino in un concorso per il disegno del gonfalone di Milano e nel 1564 sempre tra il Meda e i fratelli Bernardino, Antonio e Giulio Campi in un concorso per i disegni delle ante dell'organo del duomo di Milano, entrambi vinti dagli interpreti milanesi.

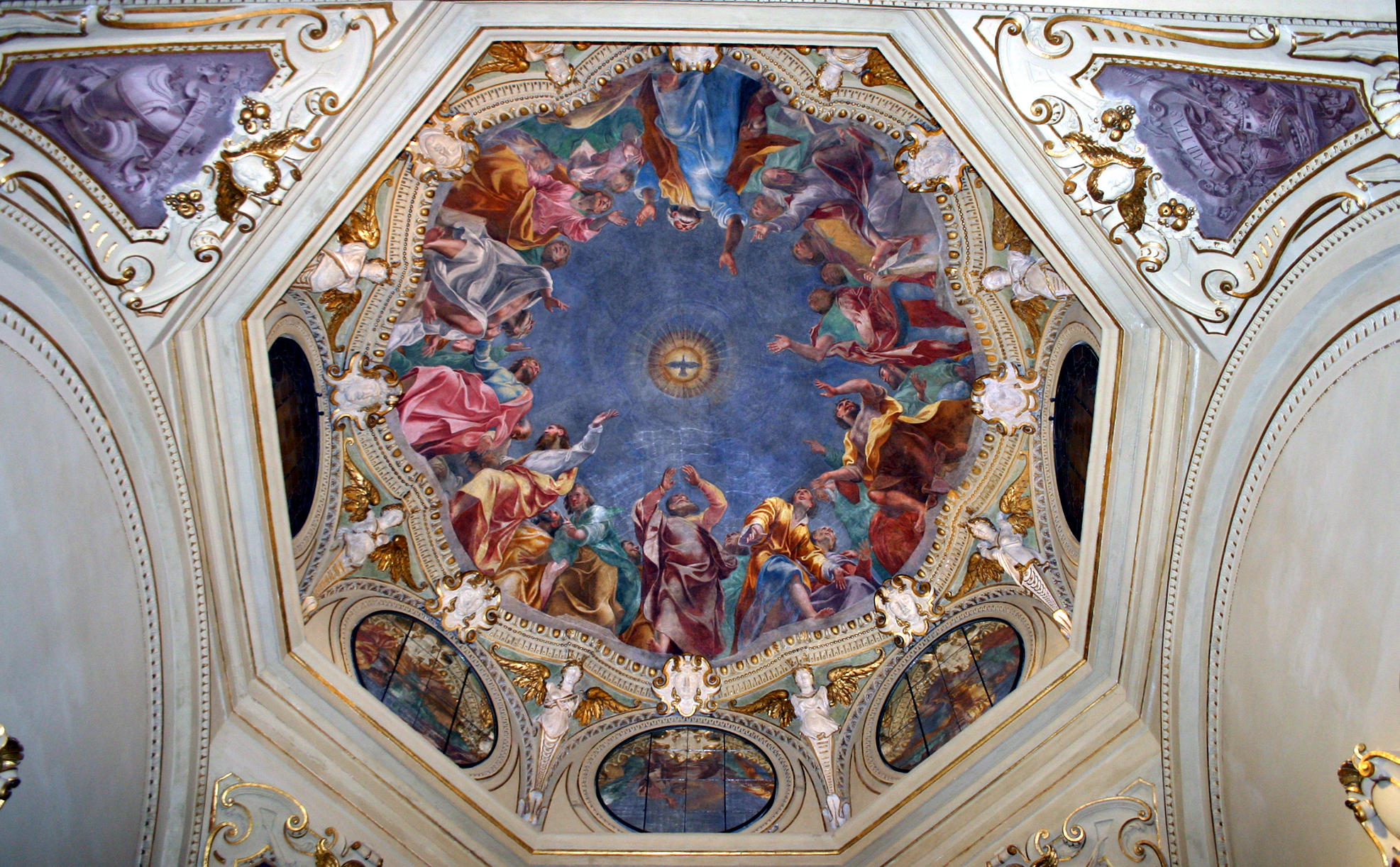
Carlo Urbino - Pentecoste (XVI sec.), Cappella di San Giuseppe, chiesa di San Marco

Il primo a giungere a Milano fu Bernardino Campi nel 1550, chiamato del governatore Ferrante Gonzaga che gli commissionò una serie di ritratti della figlia Ippolita grazie alla sua fama di ritrattista, a cui fecero seguito un elevato numero di commissioni di tutta la nobiltà milanese. Il Campi introdusse nella scena artistica milanese una pittura ispirata alla maniera del Parmigianino, in netta antitesi con la pittura d'eredità leonardesca e gaudenziana fino ad allora in voga nella città, anche con l'aiuto di molti aiutanti tra cui Carlo Urbino: se la pittura del Campi era decisamente raffinata ed elegante, il pittore non disponeva di un'altrettanto elevata creatività nei modelli e nelle soluzioni, per cui ricorreva spesso all'aiuto dell'Urbino, valido pittore, ma eccellente compositore di temi e modelli per le più varie opere. La fama di Bernardino Campi aumentò nei due decenni successiva a tal punto che il lavoro commissionatogli era talmente numeroso da farne eseguire alcune direttamente al suo collaboratore Urbino: ne è un esempio perfetto la pala della Madonna con Bambino e Santi (1565) per la chiesa di Sant'Antonio Abate, firmata e dipinta dal Campi di cui sono disponibili i modelli preparatori di Carlo Urbino.
Oltre a questa prolifica collaborazione Carlo Urbino dipinse ovviamente anche da solo, cimentandosi in opere pittoriche più di tradizione lombarda come la Pentecoste per la cappella di San Giuseppe nella chiesa di San Marco, che riprende lo schema della Gloria Angelica del Lomazzo dipinta nella stessa chiesa nella cappella Foppa: tuttavia la collaborazione con Bernardino Campi e le sue successive opere da solo contribuirono ad introdurre a Milano un manierismo più attento alle esperienze emiliano e centro-italiane che segnò il definitivo ingresso di committenze "straniere" nella nobiltà milanese. In questo senso Carlo Urbino lavorò tra il 1557 e 1566 nella decorazione della chiesa di Santa Maria presso San Celso e per delle tele commissionate da Isabella Borromeo.

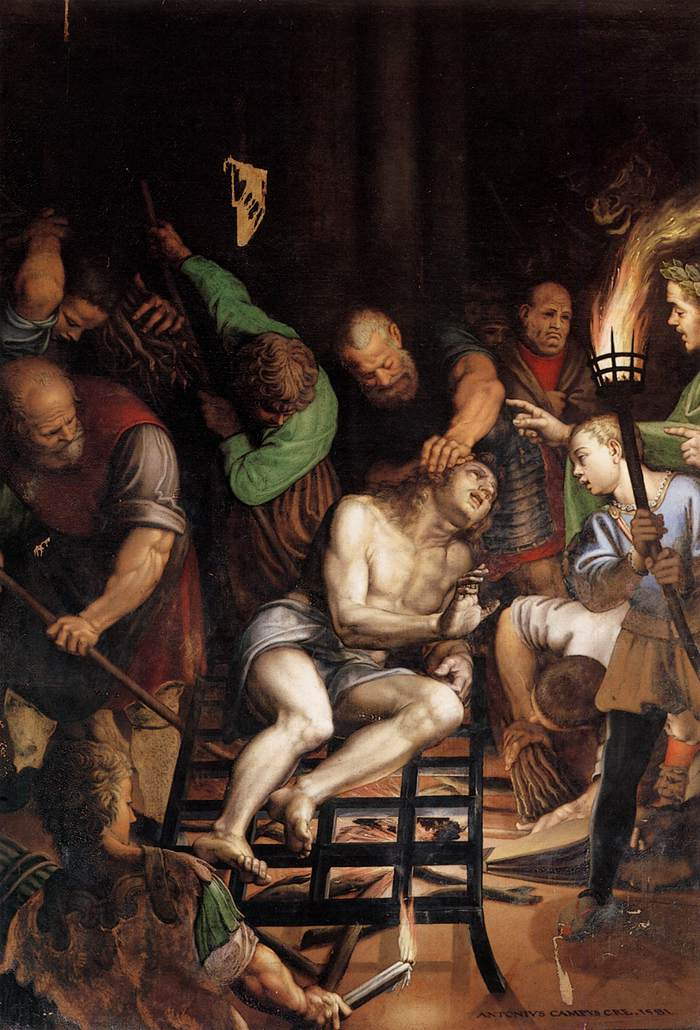
Antonio Campi - Martirio di san Lorenzo (1581), Chiesa di San Paolo Converso

La fama che aveva ottenuto Bernardino Campi favorì l'arrivo a Milano di altri protagonisti della scuola cremonese, tra cui i fratelli Giulio Campi, per una Crocifissione (1560) nella chiesa di Santa Maria della Passione, e Antonio Campi con la tela della Resurrezione di Cristo(1560) per la chiesa di Santa Maria presso San Celso, dove si nota la combinazione tra illusionismo prospettico e luminismo poi ripreso nelle opere delle Storie di san Paolo per l'omonima chiesa, dove i due fratelli collaborarono: tra le realizzazioni più significative del ciclo ci sono la Conversione di san Paolo (1564) in cui Antonio Campi si ispira per i personaggi sullo sfondo al lavoro di Giulio Romano nella Sala di Troia di Palazzo Ducale a Mantova e la Decollazione del Battista (1571), che per l'ambiente povero e l'effetto luministico della torcia che interrompe l'oscurità della scena nel gruppo centrale non mancò di influenzare il giovane Caravaggio. Nella chiesa di Sant'Angelo sempre di Antonio Campi sono le tele del Martirio di santa Caterina (1583) e Santa Caterina nel carcere visitata dall'imperatrice Faustina (1584), dipinte in ambienti bui con la presenza di più sorgenti di luce, grazie a cui il Campi si cimentò in un abile gioco di chiaroscuro da cui tanto avrebbe imparato il Caravaggio nell'uso dell'effetto di "luce radente". Nella chiesa di San Paolo Converso è infine presente la maggiore realizzazione di Antonio Campi, con la collaborazione del fratello Vincenzo, della decorazione a fresco della volta con l'Assunzione di Gesù (1586-1589) in cui i fratelli si cimentarono in un raro esempio di illusionismo quadraturistico ispirato dalle soluzioni mantovane di Giulio Romano, in cui si nota l'aderenza al trattato prospettico delle Due Regole della prospettiva pratica di Jacopo Barozzi da Vignola: la chiesa, retta dalle monache dalla famiglia cremonese Sfondrati, fu fondamentale nel rompere la chiusura della scuola milanese ad altre esperienze, affidando quasi tutte le commissioni ad artisti cremonesi.
Nonostante l'accesa rivalità tra scuola cremonese e milanese, i pittori cremonesi e in particolare i fratelli Campi non mancarono di influenzare l'arte milanese negli anni a venire forse ancor più di quanto influenzarono la stessa pittura cremonese. La formazione dei due fratelli minori avvenne nella bottega del fratello Giulio, seguace di un raffaellismo di scuola emiliana: Antonio Campi invece, importerà in città una pittura influenzata, oltre che dallo stile del fratello, da una particolare attenzione ai modelli di Camillo Boccaccino e del Parmigianino.

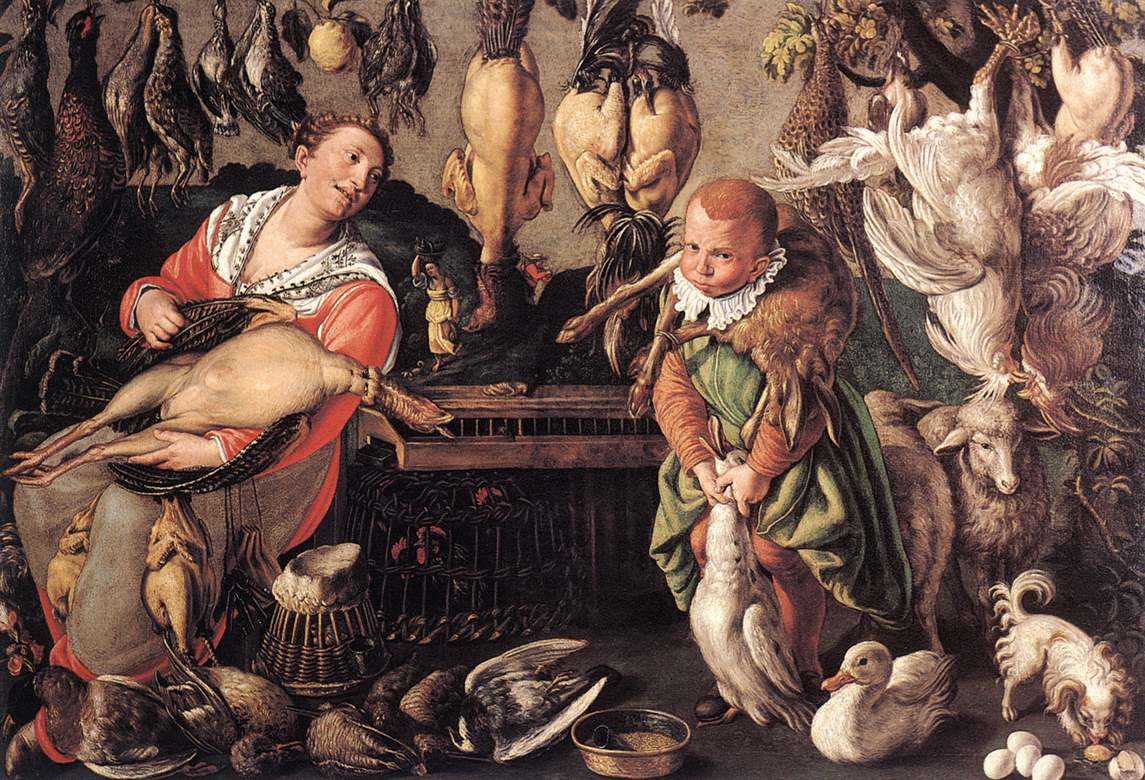
Vincenzo Campi - Pollivendoli (1580 circa), Pinacoteca di Brera, Milano

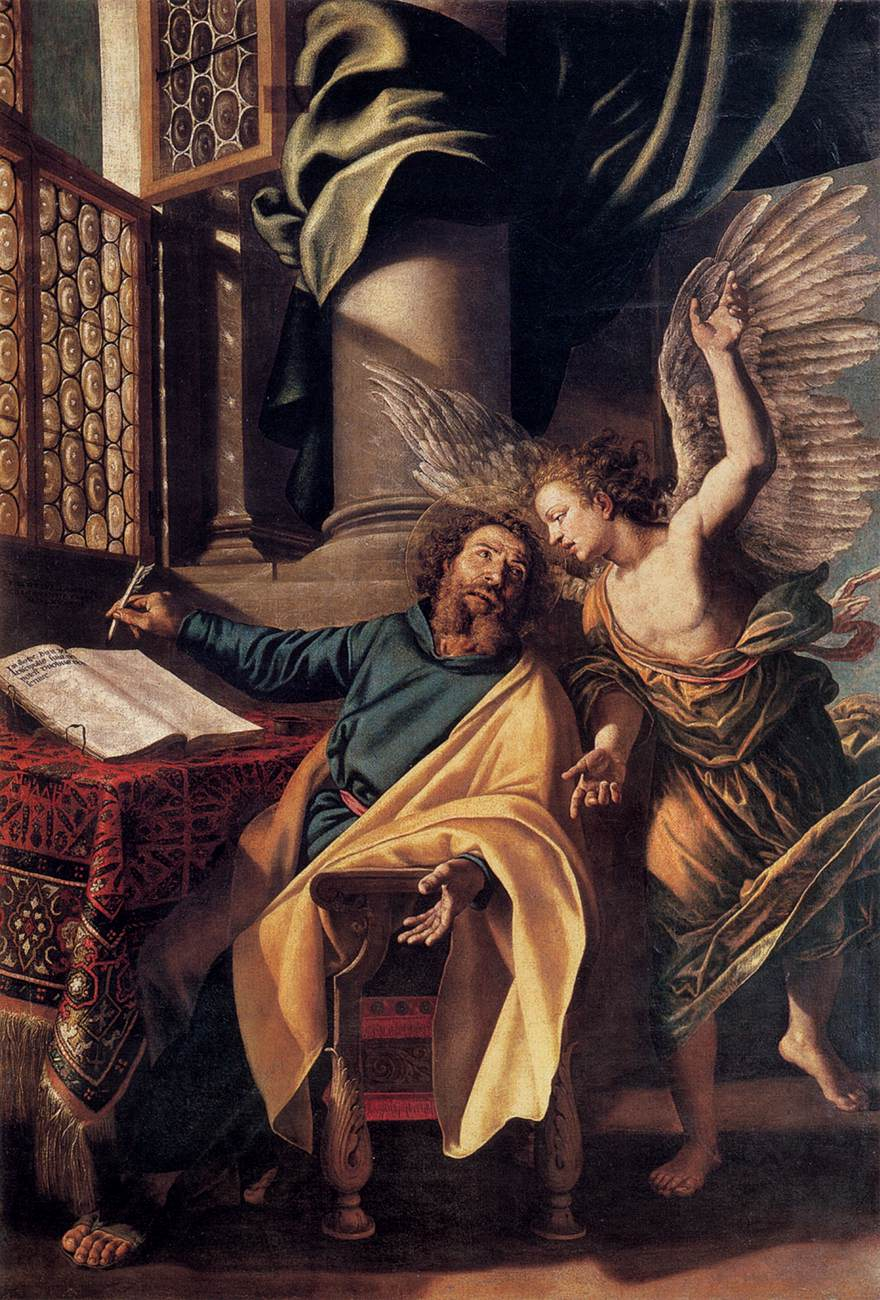
Vincenzo Campi, San Matteo, Pavia, San Francesco.

Vincenzo Campi, il minore dei tre fratelli, fu quello che tra tutti sviluppò lo stile più peculiare: l'uso disinvolto di effetti luministici e una maggiore attenzione alla pittura naturalistica lo fanno talvolta etichettare come esponente del "precaravaggismo". Oltre che per le proficue collaborazioni coi fratelli, Vincenzo è conosciuto anche per essersi cimentato nella pittura di genere, come nelle opere dei Pescivendoli o dei Pollivendoli, che unisce una pittura ispirata alla tradizione fiamminga di Pieter Aertsen e Joachim Beuckelaer con un'attenzione per ogni dettaglio della scena tipica del naturalismo lombardo
Il cremasco Giovanni da Monte, comunque legato alla scuola cremonese, esordì a Milano nella chiesa di Santa Maria presso San Celso di ritorno da un soggiorno a Vilnius e Venezia con l'opera della Resurrezione di Cristo, poi passata ai fratelli Campi. Cimentatosi in varie attività come i disegni per apparati effimeri, è ricordato a Milano per le ante d'organo della basilica di San Nazaro coi Santi Nazaro e Celso in cui fonde tutti gli elementi nordici, veneti e lombardi appresi nella sua esperienza di pittore.
Di scuola veneta era invece Simone Peterzano, che debuttò a Milano nella decorazione della chiesa di San Maurizio al Monastero Maggiore e per alcune tele per la chiesa di San Barnaba, in cui è ancora vivo il suo primo stile dato dalla formazione sui modelli veneti di Tintoretto, Veronese e Tiziano, suo maestro. Al suo arrivo a Milano mostrò subito l'aderenza ai modelli di pittura mitigati secondo lo spirito della controriforma, come nel ciclo per l'abside della Certosa di Garegnano dove i frati committenti specificarono sia i soggetti che il modo di dipingere, o nella Deposizione ora nella chiesa di San Fedele, dove il pittore veneto mostra anche una certa aderenza a modelli di naturalismo tipici del Savoldo: il Peterzano è celebre inoltre per essere stato il maestro del Caravaggio, il quale peraltro sfruttò la Deposizione del maestro nella stesura del madesimo soggetto ora conservato nella Pinacoteca Vaticana . Il coinvolgimento alla diffusione dell'arte controriformata è testimoniata anche dalle collaborazioni con Pellegrino Tibaldi, artista favorito del Borromeo.
Ottavio Semino, pittore di origine genovese, prima di arrivare a Milano per eseguire le decorazioni di palazzo Marino si formò sull'esperienza genovese di Perin del Vaga, Giulio Romano e di Raffaello che studiò in un viaggio a Roma. Dopo la decorazione di palazzo Marino, dove arrivò grazie alla chiamata del concittadino committente del palazzo, ottenne vari incarichi tra cui dei cicli di affreschi per la cappella di San Gerolamo e per la cappella Brasca nella chiesa di Sant'Angelo: curiosamente nel contratto per i lavori nell'ultima cappella era specificato come il risultato avrebbe dovuto essere almeno pari a quelli di Giovanni Paolo Lomazzo nella cappella Foppa in San Marco. Benché all'epoca Ottavio Semino fosse considerato tra i migliori pittori della scena milanese, la critica contemporanea giudica invece il lavoro come deludente e scontato per l'ossessiva aderenza ai modelli raffaelleschi: tuttavia grazie a questa fama il Semino ottenne moltissimi incarichi, tra cui gli affreschi delle Storie di san Giovanni Battista nella chiesa di Santa Maria delle Grazie.

## Arti decorative

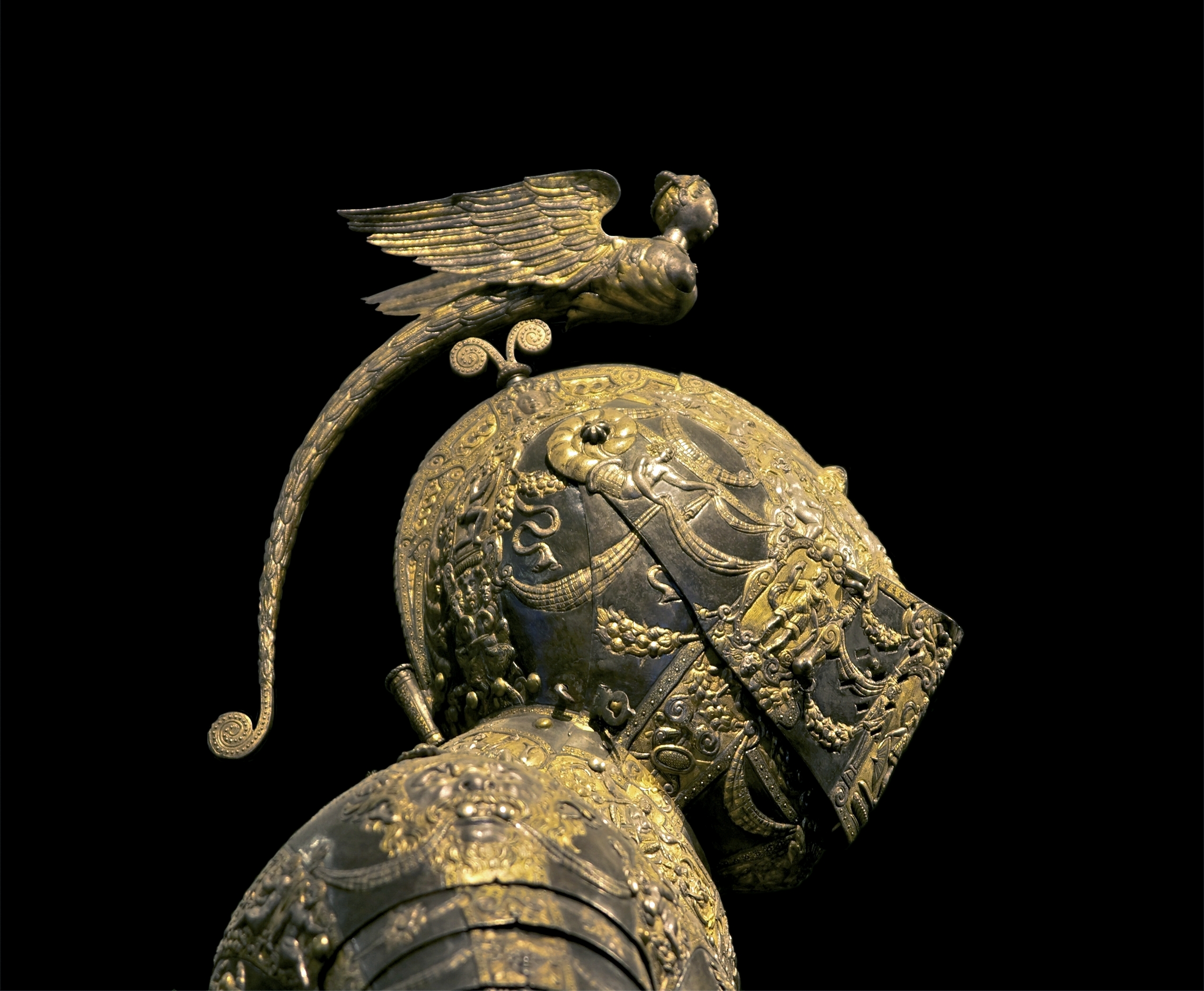
Lucio Marliani detto il Piccinino, Armatura da parata del duca di Parma e Piacenza, Kunsthistorisches Museum, Vienna

Già nel primo Rinascimento gli artigiani milanesi erano tra i più apprezzati in Europa, tuttavia il massimo splendore delle arti decorative nella città avvenne nel primo dominio spagnolo. Uno dei settori di punta dell'artigianato milanese erano le armature, la cui fattura superava di gran lunga quella delle altre manifatture europee. La fama degli armaioli milanesi era tale che le loro opere venivano considerate un vero e proprio status symbol tra i nobili di tutta Europa, nonostante altri stati stranieri avessero fondato le proprie botteghe, come ad Innsbruck, Augusta o a Greenwich; tra i migliori artigiani del secondo cinquecento si ricordano su tutti Lucio Marliani detto il Piccinino e Giovanni Battista Panzeri detto lo Zarabaglia, entrambi appartenenti a note famiglie di armaioli.
Più in generale i prodotti dell'artigianato milanese dell'epoca rifornirono molti wunderkammer di sovrani europei con oggetti di lusso di vario tipo. A partire dagli anni trenta era ormai consolidata la produzione di cammei, l'intaglio di pietre preziose, e la lavorazione del cristallo di rocca: i prodotti erano vasellame da tavola e d'apparato, altri arredi da tavola, coppe, anfore, oggetti liturgici, oltre ai già citati cammei ed intagli. Anche questi oggetti, al pari delle armature, erano considerati della migliore qualità: non era raro che le maggiori famiglie nobiliari o le corti europee commissionassero opere di botteghe milanesi da dare in dono a sovrani, parenti o amici.
Gli iniziatori di questa tradizione furono i fratelli Gaspare e Gerolamo Miseroni, che con la loro bottega furono i fornitori, a partire dalla seconda metà del Cinquecento, di Massimiliano II d'Asburgo, Cosimo I de' Medici e dei Gonzaga.

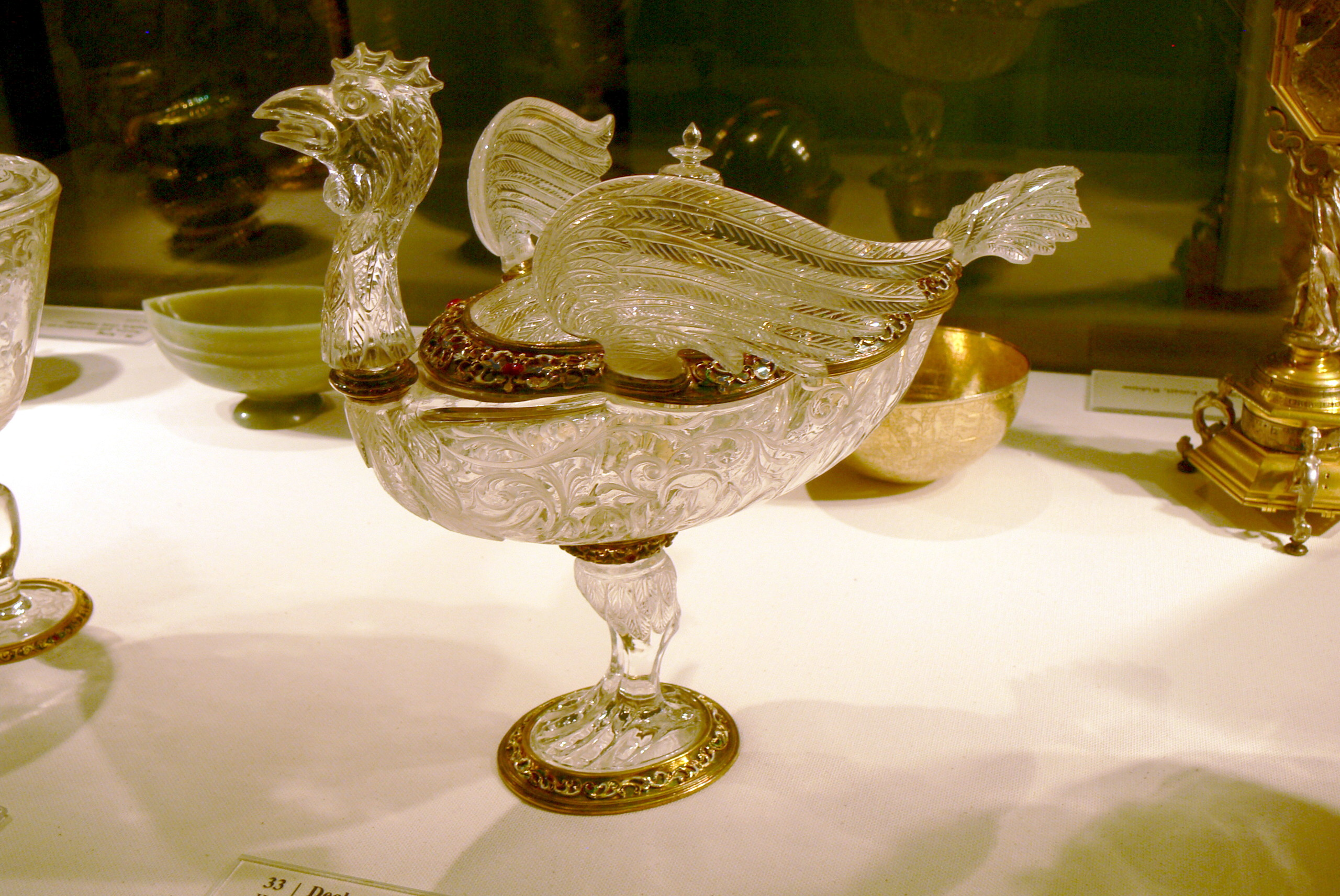
Bottega milanese, Calice di cristallo a forma di gallo, Tesoro dell'ordine Teutonico, Vienna

Alla bottega dei Miseroni si devono molti ritratti su medaglioni di cristallo della collezione di Rodolfo II d'Asburgo, tra cui quelli di Ottavio Miseroni, inventore peraltro della tecnica del "commesso" sui cammei, che in virtù delle molte commissioni dell'imperatore impiantò una bottega a Praga.
Altra celebre famiglia di intagliatori era la famiglia Scala: a partire dagli anni settanta ebbe tra i principali committenti i duchi di Baviera a partire da Alberto V di Baviera, i Gonzaga, e i Savoia. Tra i vari lavori della famiglia viene ricordato nel testamento di Pompeo Leoni un globo di cristallo di diametro di sessanta centimetri con incisa la sagoma del regno di Spagna e decorazioni d'oro, eseguita per Guglielmo V di Baviera. All'interno della vastissima collezione dei duchi di Baviera vi anche sono molte opere di Annibale Fontana a cui gli Scala talvolta di ispirarono, come la cassetta per Alberto V con lastre di cristallo con incise storie del Vecchio Testamento e decorata con pietre preziose come lapislazzuli, rubini e smeraldi, oltre a smalti d'oro. Al Fontana si devono anche opere esclusivamente in cristallo come il vaso con le Storia di Giasone (Tesoro della Residenza, Monaco) e il vaso con Storie di Proserpina (Kunsthistorisches Museum, Vienna).

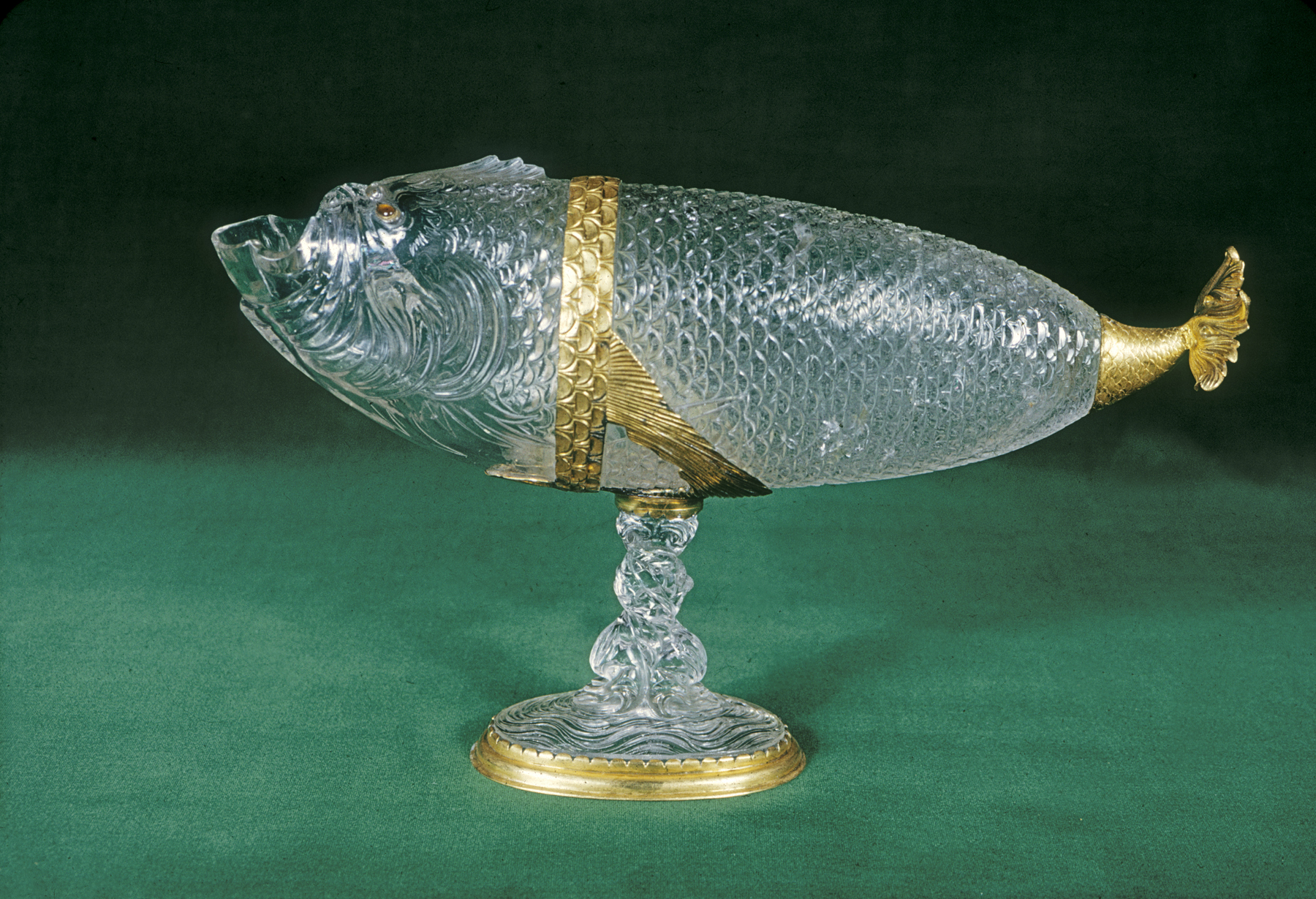
Bottega Saracchi, Vaso a forma di pesce, Walters Art Museum, Baltimora

Ancora, alle famiglie di artisti milanesi si deve aggiungere la bottega Saracchi, peraltro impossessatasi dei disegni di Annibale Fontana per via del suo matrimonio con Ippolita Saracchi, sorella dei fondatori della bottega. Attivi particolarmente per le committenze di Alberto II di Baviera, i Saracchi si dedicarono in particolar modo all'oggettistica da tavola, oltre che alla canonica arte glittica: tra i più celebri esempi possiamo trovare la Galera da tavola con intagliate storie della tradizione biblica e classica (Tesoro della Residenza, Monaco) o la Fontana da tavola in cristallo, oro smaltato, gemme e cammei, commissionato per il matrimonio di Ferdinando I de' Medici con Cristina di Lorena (Museo degli Argenti, Firenze). Particolarmente apprezzati per la lavorazione del cristallo e delle pietre dure, i Saracchi ebbero modo di cimentarsi nei campi più bizzarri, come nei vasi zoomorfi in diaspro per i Gonzaga, inserite nella vasta collezione della "zoielera": tra gli altri committenti figurarono anche Filippo II di Spagna, Rodolfo II d'Asburgo e i Savoia.
Assieme a cristalli, pietre preziose ed oro, era diffusa a Milano anche la lavorazione di legni pregiati come l'ebano, dell'avorio, usato specialmente per decorare cassette, e del guscio di tartaruga. Data la fragilità di quest'ultimo materiale, sono ben pochi gli esemplari rimasti in circolazione; tuttavia vi sono ampie descrizioni nei cataloghi delle vecchie collezioni dei sovrani europei: nella lavorazione dell'avorio si ricorda Giuseppe Guzzi, allievo di Cristoforo Sant'Agostino ovvero lo scultore del coro ligneo di San Vittore al Corpo, che fornì uno scrittoio in legno e avorio a Rodolfo II, ed ebbe diverse collaborazioni con i Miseroni e con l'Arcimboldi.

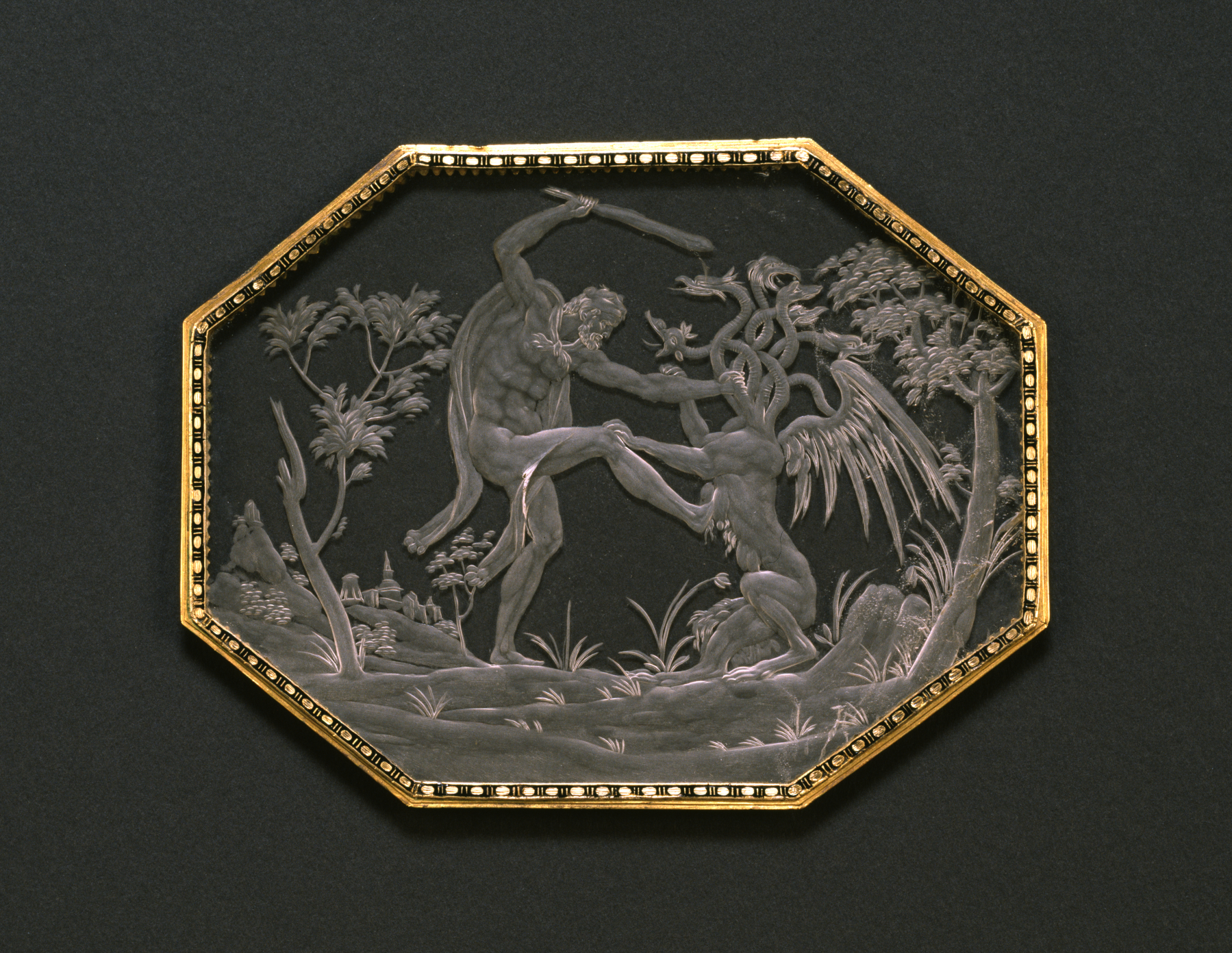
Annibale Fontana, Placca con Ercole che attacca l'Idra di Lerna, Walters Art Museum, Baltimora

Uscendo dall'oggettistica da wunderkammer, nella città era anche presente l'attività del ricamo, che a partire dal 1560 ebbe particolare fortuna anche grazie all'operato di Scipione Delfinone, il più celebre tra i ricamatori milanesi assieme a Camillo Pusterla, con il quale si cimentò nell'esecuzione del gonfalone di Milano su progetto di Giuseppe Meda. La bottega dei Delfinone (o Delfinoni) ebbe come committenze gli Stuart e i Tudor d'Inghilterra. Particolarmente attiva nella città era poi la corporazione dei ricamatori, che prevedeva l'iscrizione esclusivamente di maestranze femminili, di cui faceva parte Caterina Cantona, che lavorò su commissione di Cristina di Lorena e Caterina d'Austria, e viene peraltro ricordata nelle Rime del Lomazzo. Era in ogni caso presente nella città ogni attività nel settore del vestiario di lusso, così come degli accessori come guanti e cappelli. L'importanza di questo settore manifatturiero indusse i legislatori ad introdurre norme sul vestiario e sulla decorazione specie femminile: benché l'intento dichiarato fosse la diffusione di un vestiario più sobrio ed impedire alle famiglie eccessive spese, il vero obiettivo era quello di favorire le manifatture locali, a scapito di decorazioni come pennacchi e pizzi importate da Genova e Venezia.
All'apice della loro fama, a gran parte delle famiglie di artigiani milanesi fu offerto di trasferire la propria bottega in varie città, solitamente nella sede della corte prescelta: è il caso del già citato Ottavio Miseroni, che spostò la sua bottega a Praga su richiesta di Rodolfo II, o i laboratori delle famiglie Caroni e Gaffuri che su offerta della famiglia Medici trasferirono la loro attività a Firenze; era anche usanza trasferirsi temporaneamente presso una corte, come Michele Scala che lavorò circa un anno a Mantova per i Gonzaga o i brevissimi soggiorni dei Saracchi a Monaco di Baviera. Le manifatture milanesi ebbero fortuna ancora nella prima metà del Seicento: la loro fine viene spesso identificato con la grande peste manzoniana di Milano o con il sacco di Mantova: le grandi collezioni ducali furono in parte acquistate da Carlo I d'Inghilterra pochi anni prima del sacco, "svendute" dai duchi di Mantova per far fronte ai problemi finanziari della famiglia, e poi distrutte o disperse dalle truppe tedesche che invasero la città.

## L'Accademia dei Facchini della Val di Blenio

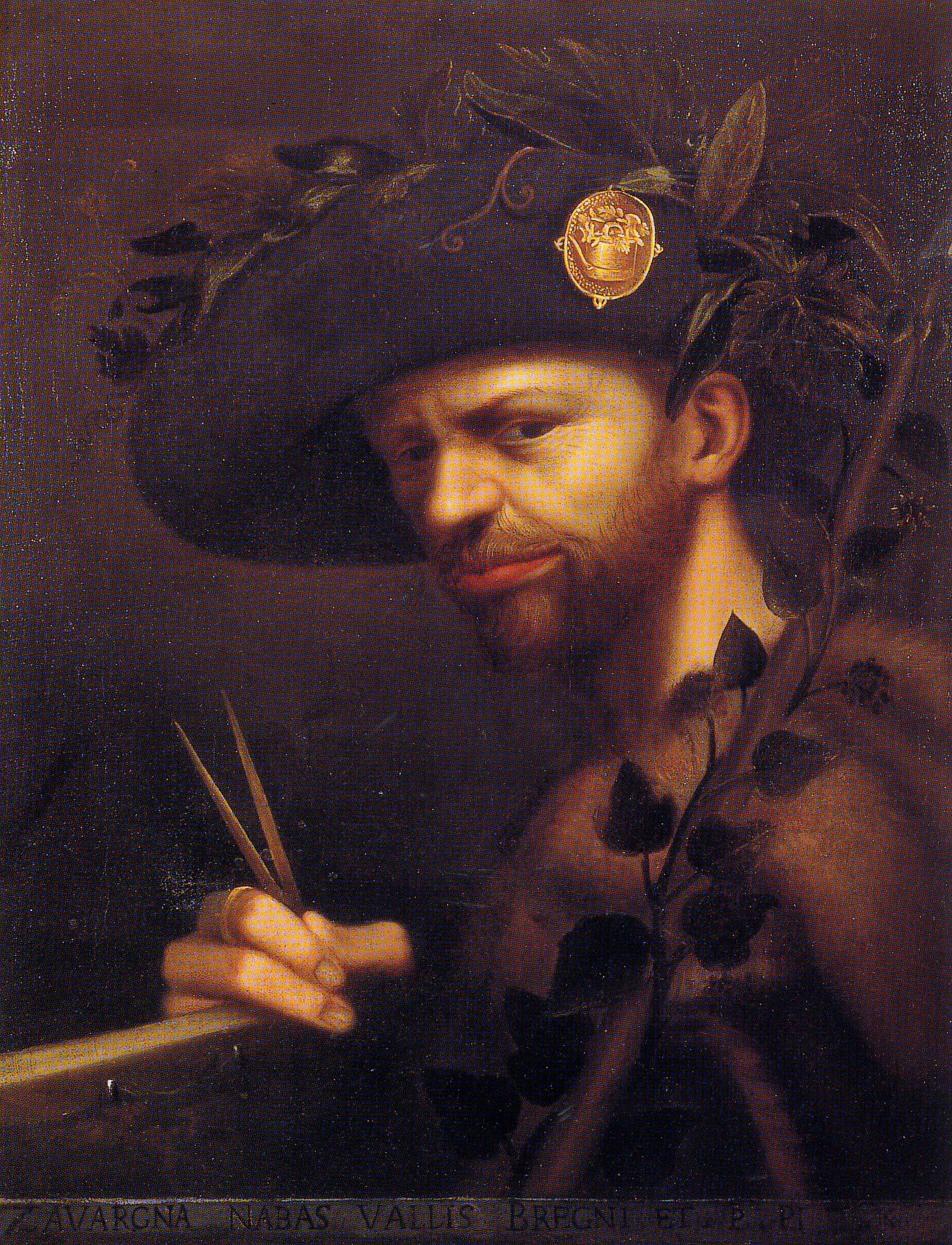
Giovanni Paolo Lomazzo, Autoritratto in veste di abate dell'Accademia della Val di Blenio (1568), Pinacoteca di Brera, Milano

Per concludere la trattazione della situazione artistica milanese del tardo Cinquecento, vale la pena di spendere qualche parola su un fenomeno a lungo reputato come marginale e sotterraneo, rivalutato solamente a partire dall'ultimo decennio del Novecento, che ha consentito di classificare l'esperienza dei "Rabisch", così erano anche chiamati gli aderenti al gruppo, come un fenomeno parallelo all'arte controriformata dell'epoca a cui ci si può riferire come "classicismo alternativo". La rivalutazione ha fatto passare l'esperienza dell'accademia da un ruolo puramente goliardico e ricreativo ad un movimento culturale che con il suo "atteggiamento anti-intellettualista" e l'idea dell'arte "come libera creazione" anticipava tematiche che saranno fatte proprie secoli dopo nel romanticismo e nella scapigliatura.
Benché difficile da definire precisamente e da inquadrare all'interno di una singola attività, l'Accademia dei Facchini della Val di Blenio fu attiva a partire dalla seconda metà del secolo a Milano, come un gruppo di personalità desiderose di uscire dagli schemi della cultura forzosamente diffusa dal cardinale Borromeo. L'opera del gruppo era tanto vario quanto erano i suoi appartenenti, rigorosamente in segreto: anima e "abate" dell'ordine era il Giovanni Paolo Lomazzo, che si dedicò a quasi tutte le attività dell'ordine, tra cui la pittura, alla caricatura, alla poesia, componendo la raccolta dialettale di versi dei Rabisch. Tra gli altri membri più attivi troviamo Pirro Visconti Borromeo, nobile protettore dell'ordine, l'incisore Ambrogio Brambilla e "gran cancelliere della valle", i pittori Giuseppe Arcimboldi, Aurelio Luini, Ottavio Semino, Paolo Camillo Landriani, lo scultore Annibale Fontana e infine l'editore fiammingo Nicolas van Aelst.

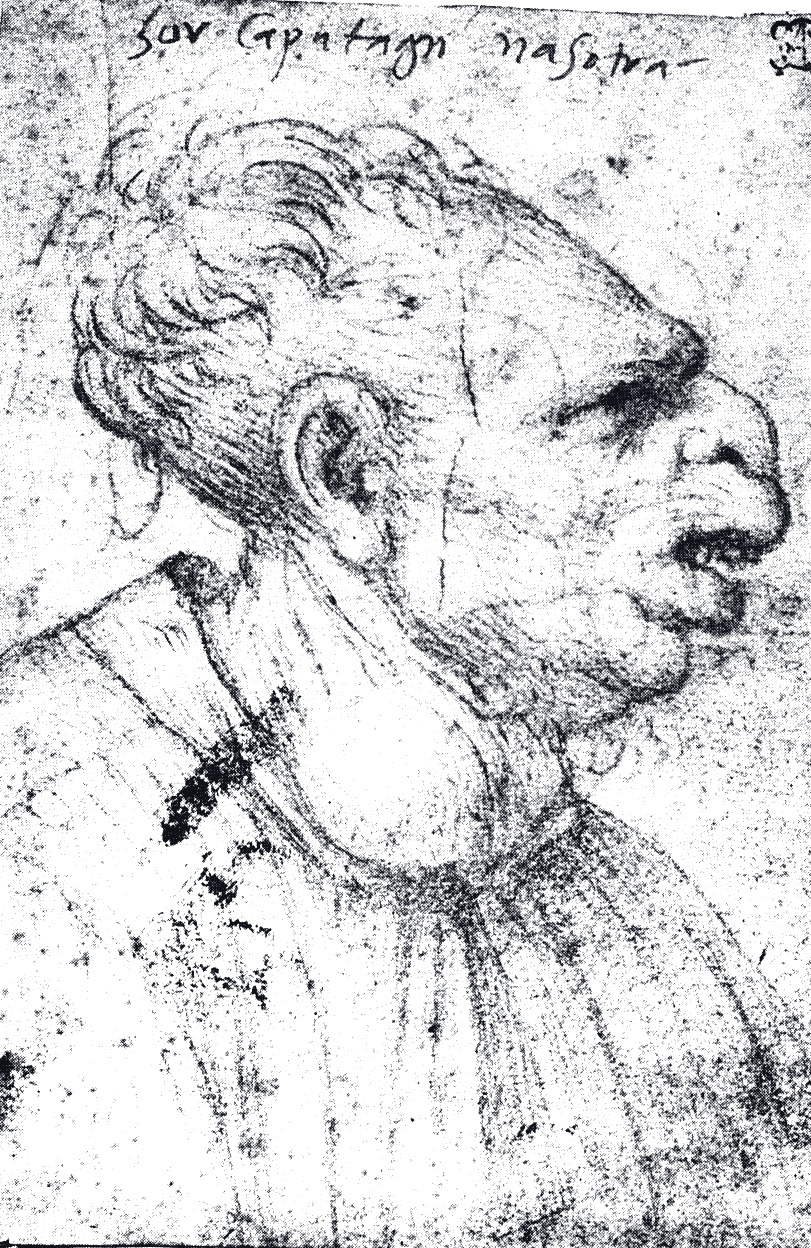
Giovanni Paolo Lomazzo, Sor caputàgn Nasotra, Pinacoteca Ambrosiana, Milano

Le attività del gruppo spaziavano quindi da disegni e caricature di eredità leonardesca dal gusto del grottesco, alla pittura di genere; dalle monete distribuite ai membri del gruppo, a poesie in un dialetto basato sul Bleniense: una sorta di milanese rustico parlato nella valli del Canton Grigioni, a cui venivano aggiunti prestiti da varie lingue dell'epoca, tra cui lo spagnolo, toscano e genovese. I componimenti sfociavano spesso nel ridicolo se non nel volgare: proprio per questo l'associazione rimase segreta in un periodo in cui il controllo della Chiesa sulla morale pubblica arrivava al punto da negare all'associato Aurelio Luini l'esercizio della pittura in città per ordine stesso dell'arcivescovo.
Alcuni dei documenti attribuibili all'accademia consentono di descrivere alcune usanze del gruppo. Il più celebre è sicuramente l'Autoritratto in veste di abate dell'Accademia della Val di Blenio del Lomazzo, dove il pittore si riproduce con una pelliccia ed un cappello di paglia appuntato col sigillo dell'accademia, probabilmente realizzato da Annibale Fontana, raffigurante un contenitore di vino con foglie d'edera e vite, simbolo di Bacco, tema centrale dell'accademia nel riprendere la credenza aristotelica dell'associazione della creatività artistica all'ubriachezza da vino. È incerto se i componenti dovessero vestirsi effettivamente alla maniera raffigurata dal quadro, tuttavia era obbligatorio durante le riunioni esprimersi nel dialetto Bleniense; lingua in cui veniva svolto l'"esame di ammissione" che comprendeva una serie di domande sugli usi e i costumi dei brentatori, ovvero gli antichi trasportatori di vino ticinesi.
Nell'accademia non mancava dunque la componente goliardica e scherzosa fine a sé stessa, ma sarebbe sbagliato classificarla solo come tale: nei sonetti del Lomazzo, oltre a doppi sensi e a prese in giro, si possono trovare importanti elementi di critica sociale verso le rigide politiche del Borromeo, così come si trovano riferimenti alle opere di Pietro Aretino e Luciano di Samosata. Un attacco all'umanesimo si trova nelle caricature che estremizzano e deformano il corpo umano, al centro della cultura umanistica rinascimentale con la sua perfezione, mentre nel medesimo filone si possono inserire i quadri dell'Arcimboldo raffiguranti figure umane composte da ortaggi, che tuttavia sfuggono in ultima analisi ai fini dell'accademia per via della simbologia classica a cui il pittore dovette attenersi per le potenti committenze. Concludendo dunque l'analisi di questo bizzarro ed eclettico gruppo di artisti, si può dire che la chiave del gruppo fu proprio lo scagliarsi contro il cuore dell'arte riformata, ovvero contro modelli imposti e regole fisse che sarebbero sfociate in composizioni ortodosse, al di fuori delle quali non era possibile uscire, per dirlo con le parole di Francesco Porzio, mediante "l'assunzione del materiale popolare in chiave colta, a sostegno di una poetica moderna e consapevole".

### Arte a Milano
- Gotico a Milano
- Rinascimento lombardo
- Barocco a Milano
- Neoclassicismo a Milano
- Liberty a Milano